# Collezione Pallavicini

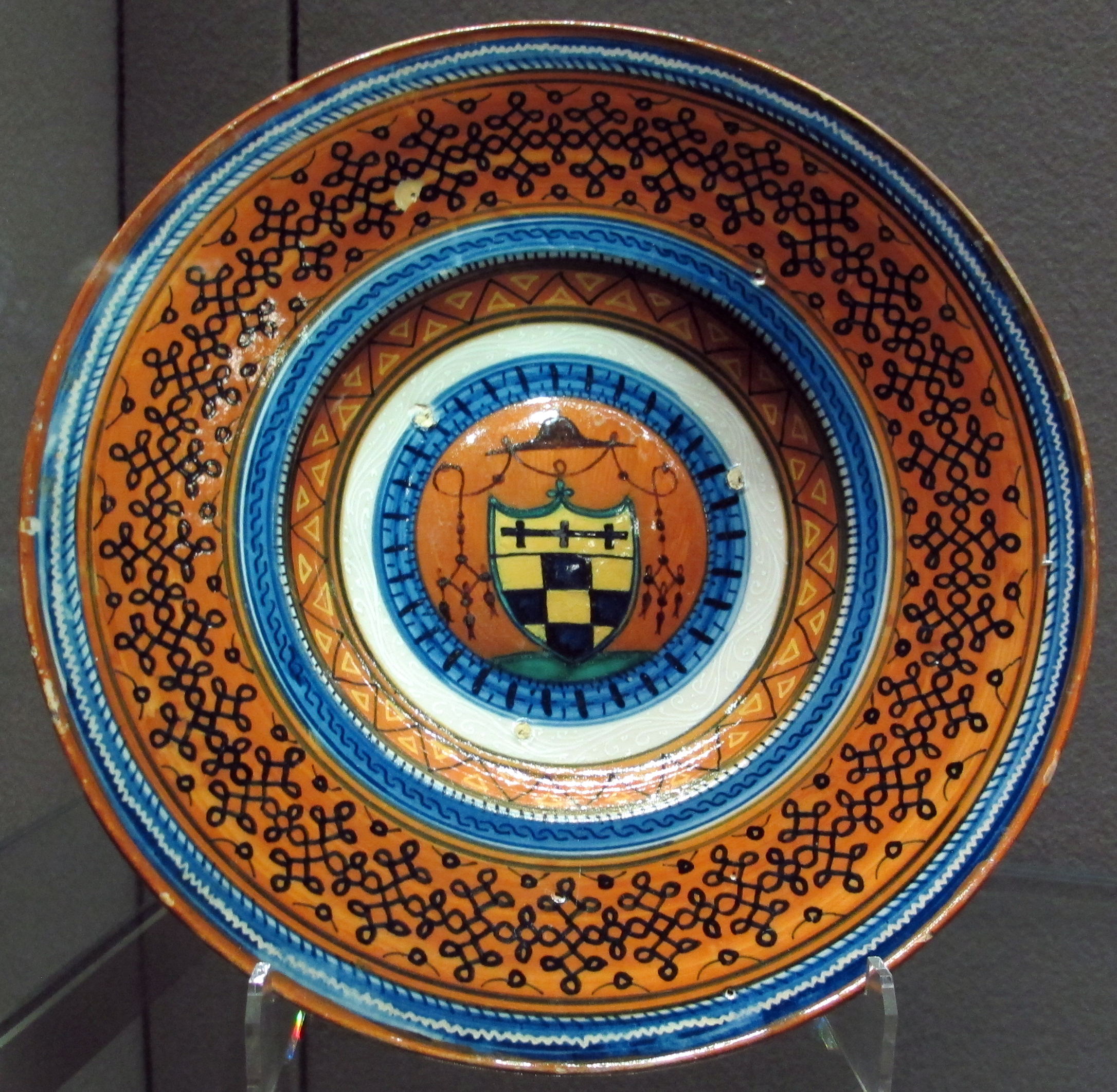
Stemma della famiglia Pallavicini

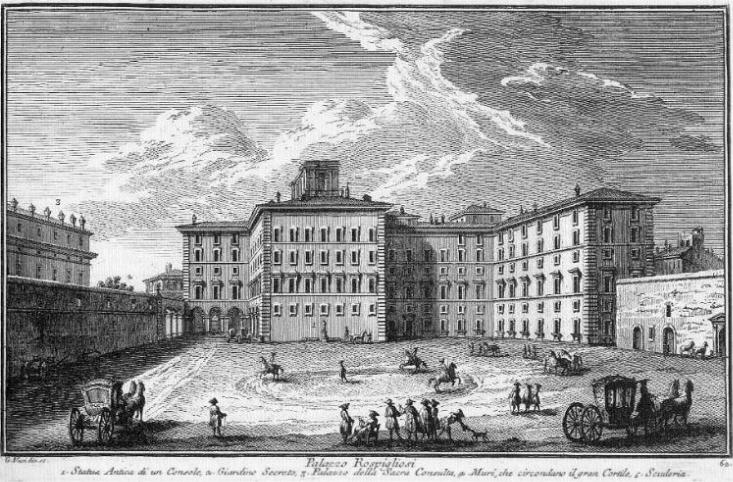
Palazzo Pallavicini Rospigliosi in un'incisione di Giuseppe Vasi del 1754

La collezione Pallavicini è una collezione d'arte nata a Roma nel Seicento e appartenente ancora oggi alla famiglia, di origini genovesi, dei Pallavicini.
Le opere della raccolta, avviata dal cardinale Lazzaro Pallavicini, sono oggi esposte nel palazzo Pallavicini Rospigliosi, edificio storico monumentale che sin dal Settecento venne condiviso dalle due famiglie titolari che ne danno il nome, di cui i Pallavicini sono tutt'oggi legittimi proprietari dei locali di loro pertinenza. I due casati in questione stabilirono tra loro legami di parentela e vincoli ereditari terminati solo a metà Ottocento, che ne hanno determinato, a più riprese, intrecci e trasferimenti di proprietà e dei rispettivi titoli, definendo nel tempo il passaggio di un cospicuo blocco di opere della collezione Rospigliosi entro il catalogo Pallavicini.
La raccolta costituisce, assieme alle collezioni possedute dalle famiglie Doria-Pamphilij e Colonna, una delle più grandi raccolte private d'arte a Roma, tra le più notevoli del periodo barocco.

## Storia

### Premesse familiari

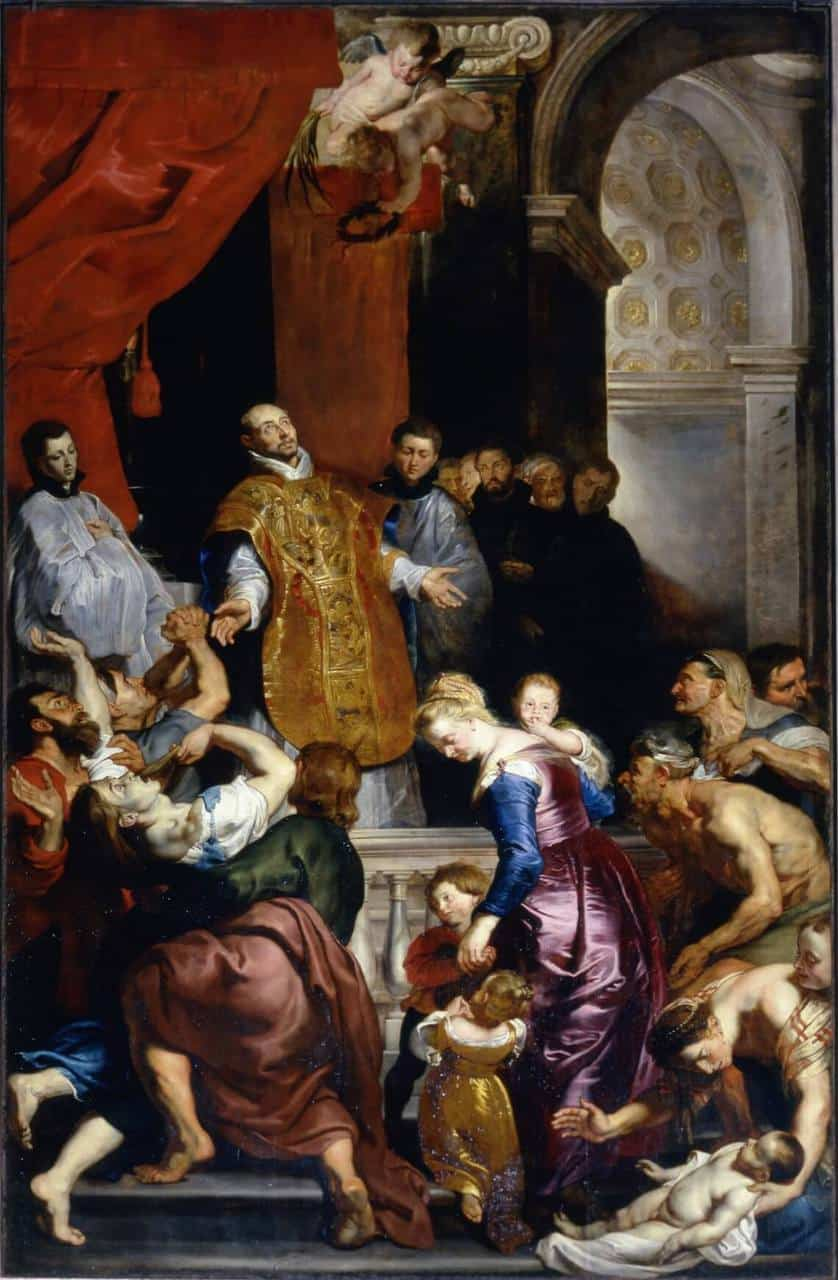
Miracoli di Sant’Ignazio di Loyola, Rubens (Chiesa del Gesù e dei Santi Ambrogio e Andrea, Genova)

La famiglia Pallavicini proviene da Genova, città nella quale alcuni dei suoi rappresentanti disponevano già dal XV secolo un ruolo di rilievo nella politica della Repubblica. Si trattava di una dinastia che, così come per i Giustiniani, era frutto dell'unione di più famiglie le quali, messe insieme, determinavano un albergo dei Nobili.
Sul finire del XVI secolo il cognome Pallavicini compare in ambito artistico grazie a Marcello, che commissionò la realizzazione della chiesa dei Santi Ambrogio e Andrea di Genova. Il nome che tuttavia viene considerato quale iniziatore dei grandi successi del casato fu quello del marchese (e banchiere del duca di Mantova) Niccolò, che per la stessa chiesa commissionò a Peter Paul Rubens dapprima, nel 1608, la pala d'altare con la Circoncisione, e successivamente, nel 1620, la grande tela con i Miracoli di sant'Ignazio per una cappella laterale.
Nicolò Pallavicini ebbe con la moglie Maria Lomellini ben 22 figli, tra cui Lazzaro e Stefano che si stanzieranno a Roma, generando la dinastia e la collezione artistica oggi nota nel palazzo di famiglia della città. I fratelli di Niccolò, invece, implementeranno il ramo genovese, la cui linea maschile si estinguerà nel 1741.

### Seicento

#### L'evoluzione dei Pallavicini a Roma

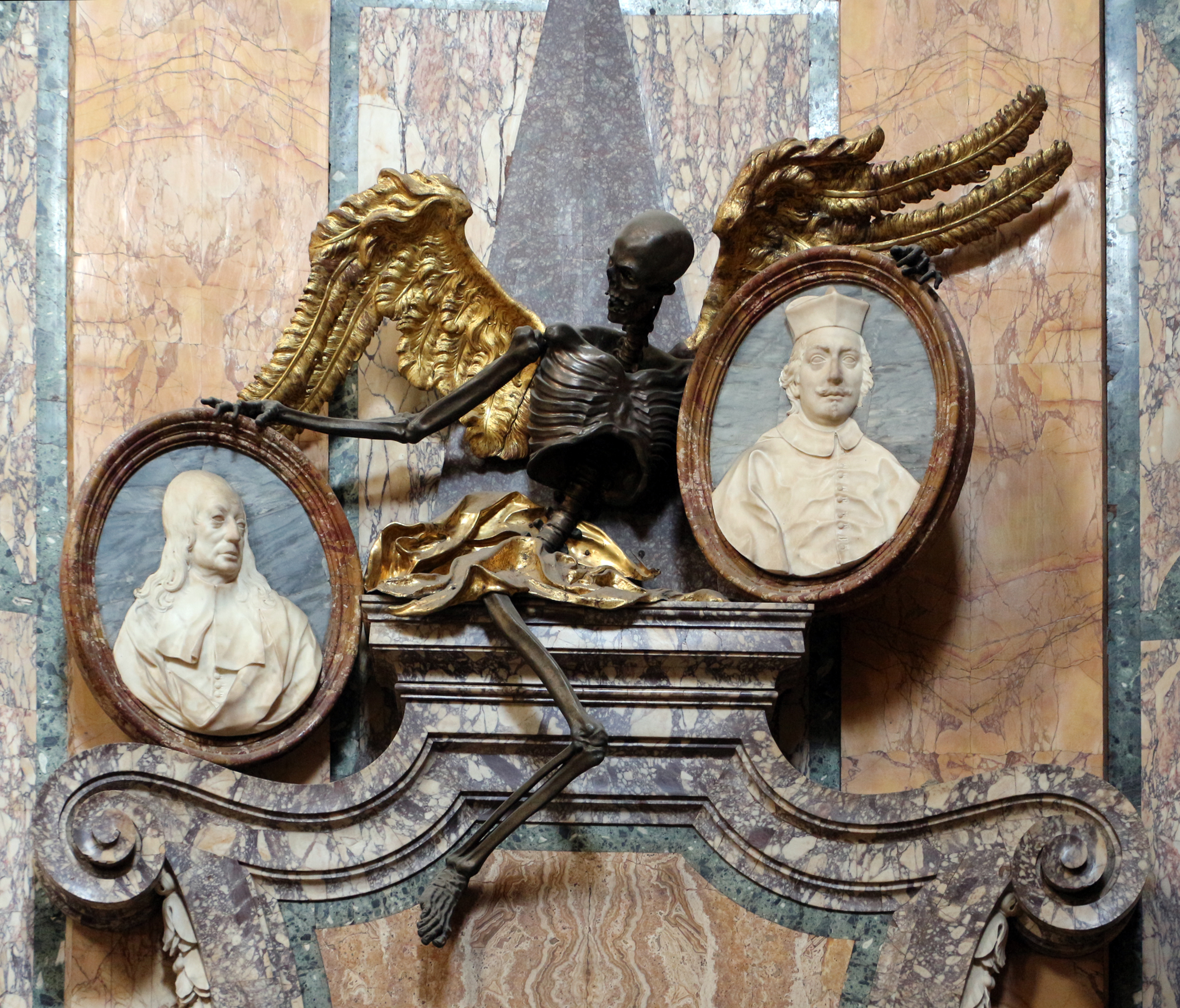
Stefano e Lazzaro Pallavicini, particolare del monumento funebre (chiesa di San Francesco a Ripa, Roma)

Nel 1665 avvennero le immissioni nella collezione di Stefano, che intanto era ancora a Genova, di due blocchi di opere: da un lato vi era la serie del Cristo con i dodici Apostoli di Rubens, dall'altro lato vi era la serie di arazzi francesi eseguiti su cartoni di Raffaello.
I quadri di Rubens, già facenti parte della collezione del padre Nicolò giunsero poi nella collezione di Giovan Battista Pallavicini (altro fratello di Lazzaro e Stefano, che si stabilì ad Anversa e che acquistò le tele per collocarle nella cappella privata del palazzo che possedeva nella città fiamminga), dove rimasero sicuramente fino al 1665, giacché alla sua morte, per volontà dello stesso, vennero trasferite a Genova presso Stefano.
I cartoni da Raffaello, incentranti gli Atti degli apostoli, ebbero medesima sorte della serie di Rubens, ad eccezione della destinazione finale, poiché non furono mai portate nella capitale pontificia, ma bensì destinate alla basilica della Santa Casa di Loreto.
Lazzaro Pallavicini, nato a Genova nel 1602, giunse nella città papale in giovane età. Divenne cardinale nel 1669 per nomina di papa Clemente IX Rospigliosi e iniziò a raccogliere in questo periodo le prime opere d'arte. Dal lì a breve chiamò con sé a Roma il fratello Stefano e l'unica figlia di questi, Maria Camilla. Lo scopo di questo invito fu che Lazzaro aveva bisogno di consentire alla famiglia Pallavicini un'ascesa sociale entro le dinamiche aristocratiche romane del tempo, promuovendo il convolo a nozze della nipote Maria Camilla con Giovan Battista Rospigliosi, pronipote dello stesso papa Clemente IX che anni prima aveva elevato il Lazzaro a cardinale.
Tutti e tre i Pallavicini trovarono sistemazione in città nel palazzo già dei Barberini al Monte di Pietà, cosiddetta casa grande Barberini, che poi sarà acquistato nel 1674 per un utilizzo ventennale da Stefano dietro un corrispettivo di 50 mila scudi. In questo frangente le raccolte di Lazzaro e Stefano si raggrupparono per la prima volta, ancorché nel 1679 la serie di Rubens viene quindi trasferita a Roma e messa sotto la custodia del cardinale Lazzaro.
Il matrimonio tra Maria Camilla e Giovan Battista avvenne, pertanto le ricchezze del ramo romano Pallavicini di Lazzaro e Stefano confluirono tutte a Maria Camilla, cui fu intestataria anche di un particolare vincolo fidecommessario che servì a salvaguardare nelle generazioni future tutto il lascito di Lazzaro, nonché il cognome e i titoli della famiglia.
La collezione di Lazzaro si componeva a quel momento di un corposo gruppo di opere facenti parte del barocco romano ed emiliano, queste ultime acquistate direttamente a Bologna nel periodo in cui vi ricoprì l'incarico (tra il 1670 e 1673) di vicelegato pontificio, tra cui autori quali i Carracci (di cui si segnala il Mangiafagioli di Annibile), di Sisto Badalocchio, Guido Reni, Francesco Albani e altri.

#### La nascita del legame Rospigliosi-Pallavicini con il fidecommesso del cardinale Lazzaro (1679)

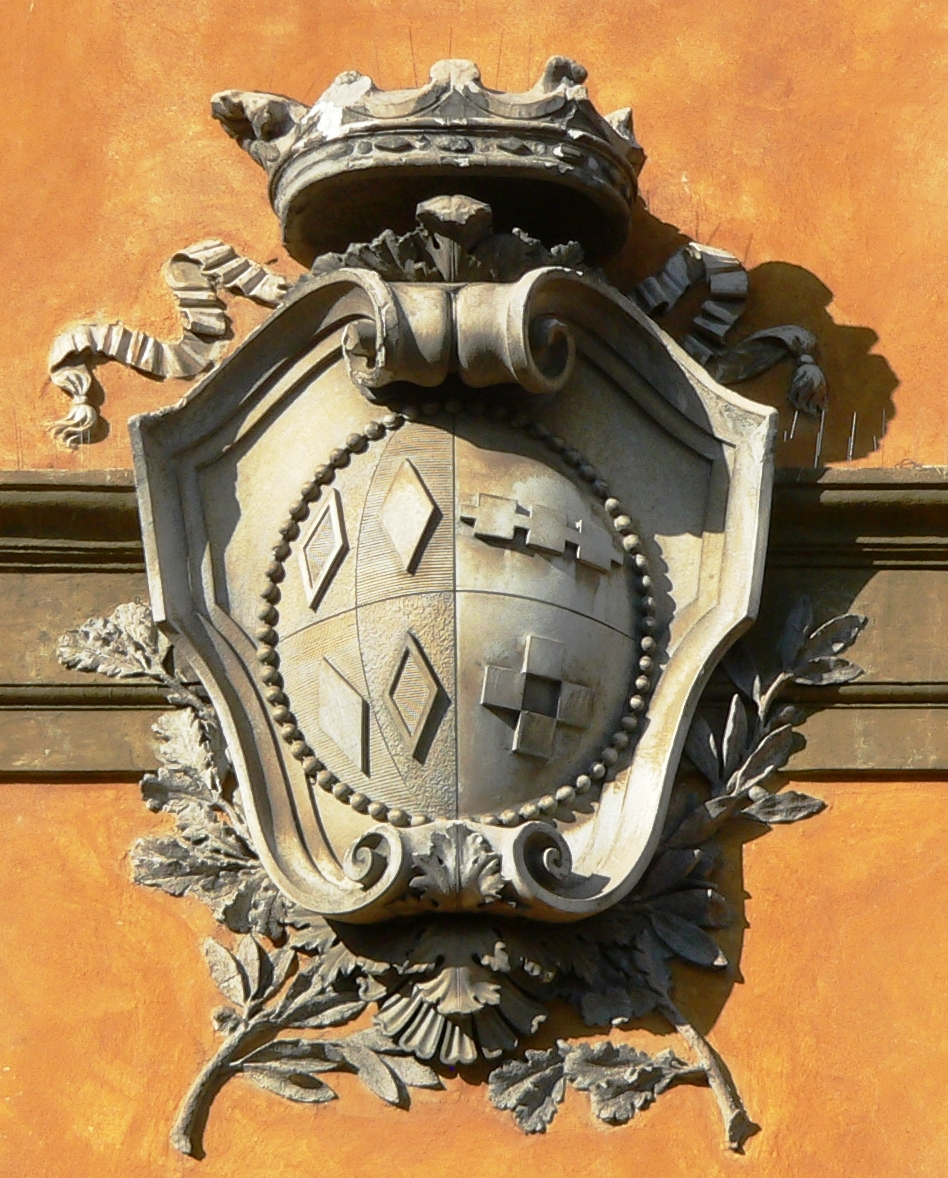
Stemma Rospigliosi-Pallavicini

Non disponendo di eredi maschi negli ambienti romani, Lazzaro istituì nel 1679 un fidecommesso che legava tutte le sue proprietà e ricchezze al figlio secondogenito che la nipote Maria Camilla avrebbe avuto con il marito Rospigliosi.
La disposizione testamentaria prevedeva che la collezione di Lazzaro, ereditata in gran parte dal padre Nicolò, con anche i titoli familiari, fosse assegnata al secondo figlio maschio di Giovan Battista Rospigliosi e Maria Camilla, il quale avrebbe dovuto portare il cognome Pallavicini così da continuare il ramo romano della famiglia genovese (mentre il primogenito avrebbe dato seguito a quello Rospigliosi). Se la coppia avesse invece avuto un solo figlio maschio, questi avrebbe dovuto portare con sé sia i titoli Pallavicini che quelli Rospigliosi, fino alla nascita di un secondo figlio maschio della coppia, che poi avrebbe ricevuto in dote quelli Pallavicini, mentre se fosse rimasto unico maschio, avrebbe custodito entrambi i nomi fino alla determinazione della sua prole, sulla quale sarebbero valse le regole generali del fidecommesso (ossia il primo maschio avrebbe ricevuto l'eredità Rospigliosi del padre mentre il secondo quella Pallavicini della madre). Se invece la coppia avesse avuto solo una femmina, allora questa avrebbe dovuto dare tutta la sua eredità Rospigliosi Pallavicini al marito fino alla determinazione della sua prole, su cui si sarebbero poi applicate le condizioni precedenti del vincolo.

#### La collezione sotto Maria Camilla Pallavicini

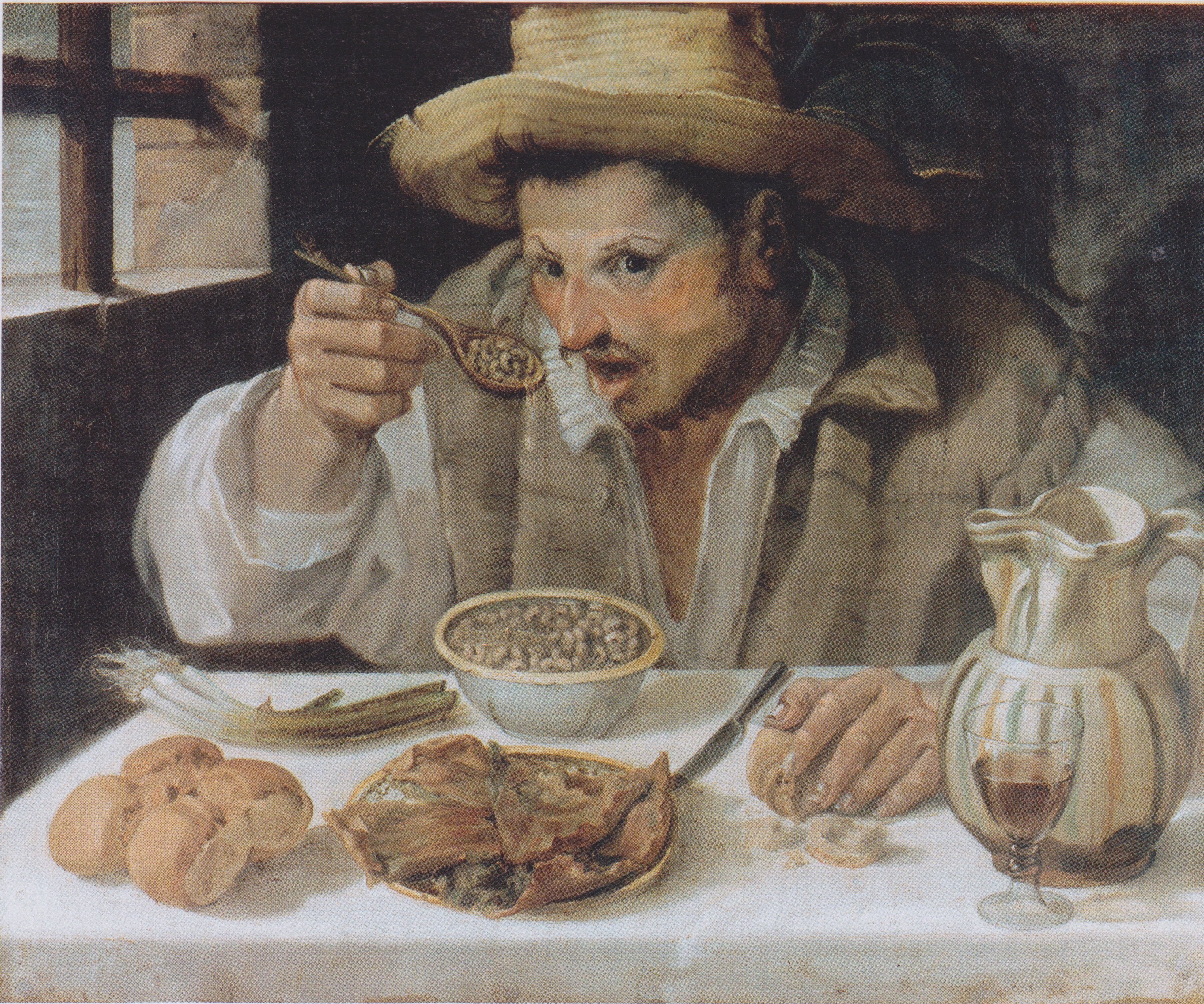
Mangiafagioli, Annibale Carracci (già nella collezione di Lazzaro Pallavicini, fu donato da Maria Camilla prima al cugino Niccolò Maria, e poi confluì nella collezione Colonna di Roma).

Nel 1680 il cardinale morì e qualche mese dopo venne a mancare anche il fratello Stefano, lasciando alla figlia il principato di Gallicano. Maria Camilla ricevette una ricca collezione d'arte, su cui gravava in un nucleo di opere che tutt'oggi costituisce la parte consistente della Galleria Pallavicini il vincolo testamentario dello zio Lazzaro.
La nobildonna fu comunque particolarmente proattiva anche nell'implementazione della collezione: a lei si devono infatti gli acquisti avvenuti tra il 1694 e il 1699 del Peccato originale del Domenichino, delle due tele di Luca Giordano, la Conversione di Saulo e Giuliano l'Apostata, della serie di nature morte di Tamm e del Bogelaer, della serie di battaglie di Christian Reder nonché di quella di paesaggi del van Bloemen. Tra le opere che invece uscirono dalla collezione, la più notevole dell'epoca fu il Mangiafagioli di Annibale Carracci, che confluì dapprima nella collezione privata di Niccolò Maria Pallavicini (cugino genovese di Maria Camilla, omonimo del figlio secondogenito della coppia, anch'egli titolare di una ricca collezione artistica che però alla sua morte non seguì le logiche familiari, ma bensì fu smembrata e alienata sul mercato europeo), e poi nella collezione Colonna, dove tuttora è, entro il palazzo nobiliare di piazza Santi Apostoli a Roma.
Nel 1694 la casa grande Barberini venne riscattata dai suoi precedenti proprietari in ordine a una clausola dell'accordo stipulato.

### Settecento

#### Il palazzo nobiliare sul Quirinale

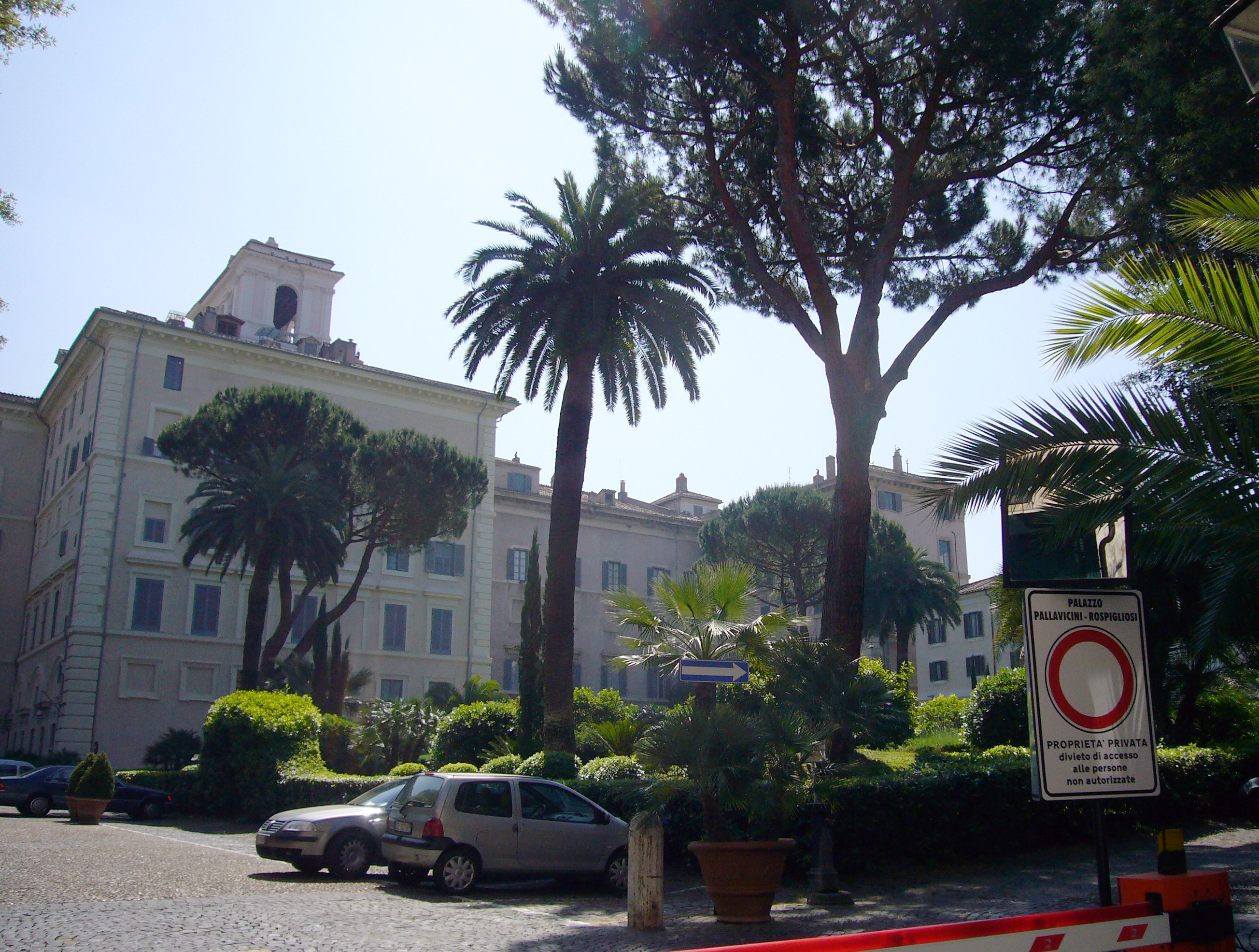
Palazzo Pallavicini Rospigliosi, Roma

La famiglia, grazie a Maria Camilla, acquistò da Gianni Ippolito Mancini tra il 1704 e il 1708 il palazzo che era già di proprietà della famiglia Borghese, sito nei pressi del Quirinale.
L'edificio fu da quel momento condiviso dalle rispettive casate dei due coniugi che lo abitarono, i Pallavicini, che ebbero il piano nobile e due terrazze del giardino, con anche il casino dell'Aurora e la loggia delle Muse, e i Rospigliosi, cui fu assegnato il pian terreno e il terzo livello dello stabile. La Galleria Pallavicini venne collocata sin dal principio nel piano nobile del palazzo, mentre le opere della collezione Rospigliosi fu sistemata nel terzo piano dello stesso (oggi corrispondente al quarto piano).

#### La collezione sotto gli eredi Pallavicini-Rospigliosi
Morta Maria Camilla nel 1710, questa espresse nel testamento la volontà che il padre e lo zio fossero tumulati nella cappella gentilizia della chiesa di San Francesco a Ripa di Roma, in un unico grande monumento. Il marito, rispettando la richiesta della moglie, incaricò quindi (tra il 1713 e il 1719) lo sculture Giuseppe Mazzuoli di compiere l'opera su una parete della cappella, mentre dirimpetto chiese l'innalzamento di un altro monumento funebre dedicato a Maria Camilla e se stesso.

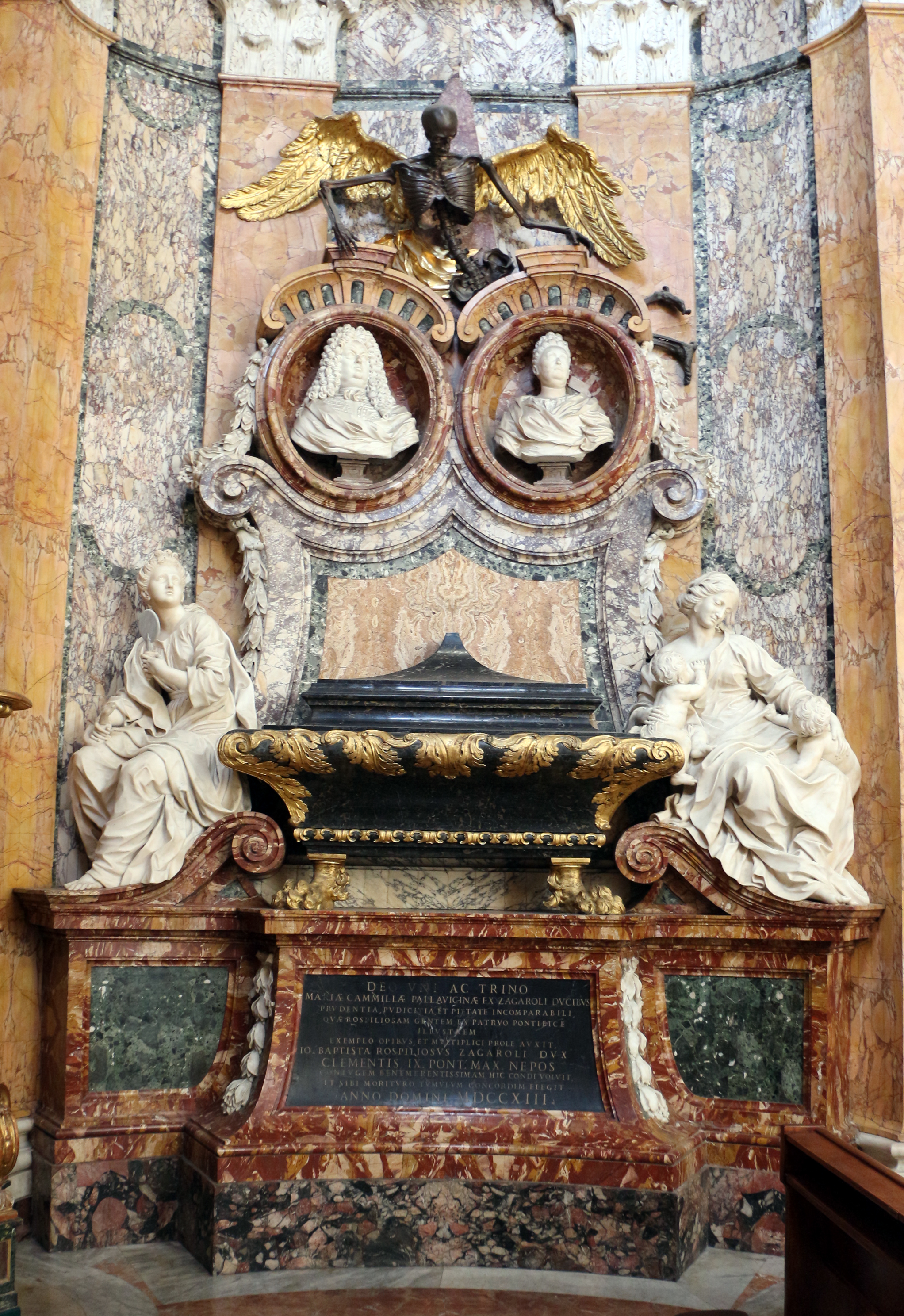
Monumento funebre a Maria Camilla Pallavicini e Giovan Battista Rospigliosi (chiesa di San Francesco a Ripa, Roma)

Nel 1722 morì anche Giovan Battista Rospigliosi, quindi il secondogenito della coppia, Niccolò Maria, divenne erede del lascito di Lazzaro prendendo a sé sia il cognome che i titoli Pallavicini. La collezione d'arte, che comunque si era intanto arricchita rispetto a quella originaria, fu divisa tra Niccolò e il fratello primogenito, Clemente Domenico, che invece seguì i titoli Rospigliosi. Entrambi si spartirono in egual misura tutta la collezione Rospigliosi-Pallavicini accumulata fino a quel momento, mentre i dipinti legati al lascito di Lazzaro furono interamente immessi nelle disponibilità esclusive di Niccolò Maria, in ordine agli accordi fidecommissari.
Niccolò Maria, sposato con Vittoria Altieri, morì nel 1759 senza eredi, la collezione fu pertanto unita a quella Rospigliosi e affidata a Giovan Battista Rospigliosi, il figlio secondogenito del fratello più grande di Niccolò (Clemente Domenico Rospigliosi). Giovan Battista morì nel 1784 lasciando nella collezione alcune importanti immissioni artistiche, come i ritratti di famiglia, un gruppo di tele di David Loreti e altre sporadiche opere di autori del seicento romano-emiliano.
Questi ebbe due figli avuti in matrimonio con Eleonora Caffarelli: il primogenito Giuseppe (che diede seguito alla linea Rospigliosi) e il secondogenito Luigi, quest'ultimo cui fu affidata l'eredità Pallavicini.
Entrambi i fratelli Giuseppe e Luigi avvieranno alcune dismissioni delle rispettive collezioni ereditate dal padre, in quanto sul finire del secolo e agli inizi di quello successivo, con l'avvento della Repubblica romana e delle insurrezioni francesi, le famiglie patrizie romane accusarono il duro colpo di alcune tassazioni che determinarono la vendita più o meno coercitiva di interi blocchi delle loro proprietà (la medesima sorte la ebbero infatti i Borghese, i Giustiniani, i Pamphilj, etc).

### Ottocento

#### Le immissioni sotto Giuseppe Rospigliosi (1816)
La visione più lungimirante la ebbe il duca Giuseppe intorno ai primi decenni del XIX secolo, il quale effettua alcuni acquisti allo scopo di reintegrare con alcuni capolavori il prestigio della collezione, intaccato sul finire del precedente secolo. Al 1816 risale l'acquisto a Firenze della Derelitta, del piccolo trittico con la Trasfigurazione di Cristo, san Girolamo e sant'Agostino e del tondo con la Vergine, tutti di Sandro Botticelli, e del Trionfo della Castità di Lorenzo Lotto (tutte oggi confluite nella collezione Pallavicini).
Giuseppe muore nel 1833 e appena due anni dopo venne a mancare anche il fratello Luigi: le due collezioni tornarono quindi a riunirsi sotto il primogenito di Giuseppe, Giulio Cesare Rospigliosi Pallavicini, visto che i due figli Pallavicini, Benedetto e Filippo, erano prematuramente morti al padre.

#### La collezione sotto Giulio Cesare Rospigliosi e la definitiva separazione dei rami Pallavicini-Rospigliosi (1833-1859)

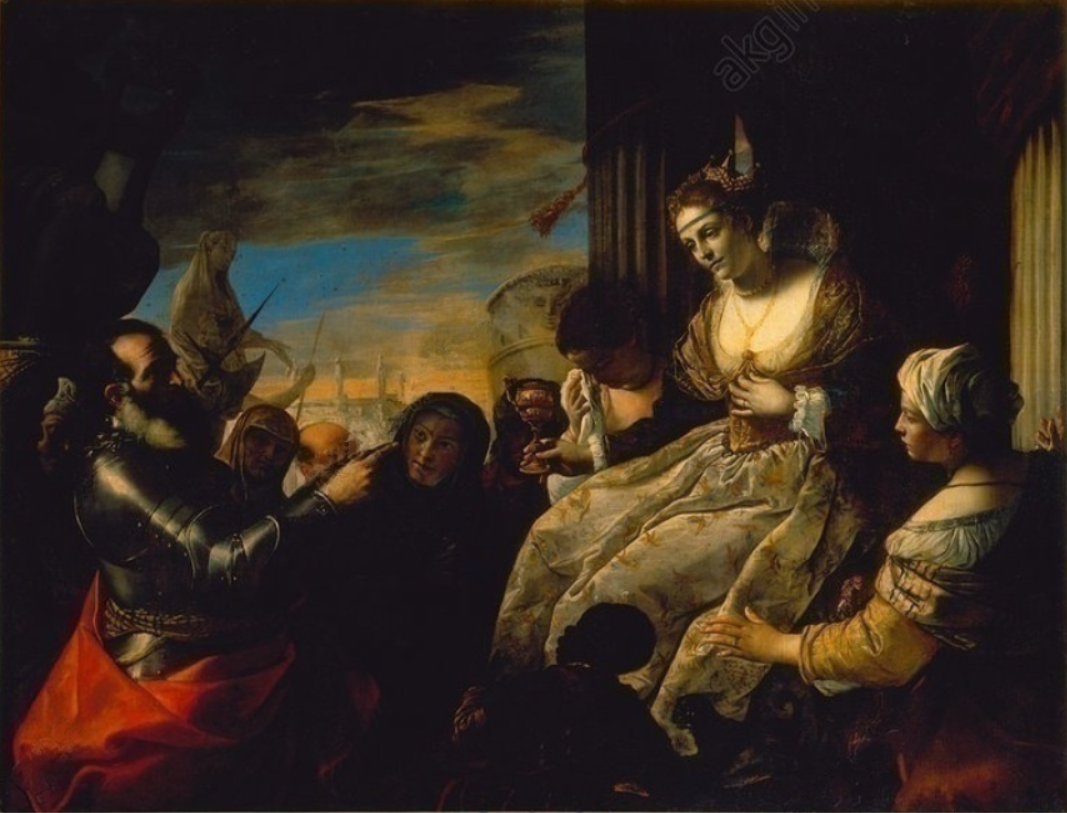
Morte di Sofonisba, Mattia Preti

Con Giulio Cesare la collezione Rospigliosi Pallavicini si arricchisce di un importante lascito della collezione Colonna (circa 130/150 dipinti in totale, di cui una settantina confluirono in quella Pallavicini). Più precisamente, Giulio Cesare prelevò dapprima il lascito che la moglie Margherita Colonna Gioeni, una delle tre figlie di Filippo III (1779-1816), XII principe e duca di Paliano, ereditò dal padre, consistente in un terzo della collezione su cui non cadeva il vincolo fidecommissario di casa, e successivamente a questo, acquistò nel 1841 anche quello di una delle due cognate, Maria, sposata con Giulio Lante della Rovere, dov'erano giunte opere quali la Rissa di Diego Velazquez, la Sacra Famiglia dell'Ortolano, il Tempio di Venere di Claude Lorrain, il Ratto di Europa, di Ganimede e di Proserpina di Mattia Preti (oggi tutte e tre confluite nella Galleria Pallavicini), diversi paesaggi di Gaspar van Wittel, Gaspard Dughet, Jan e Pieter van Bloemen e Andrea Locatelli.
Giulio Cesare ritornò inoltre a organizzare le basi per separare i due casati con i due figli maschi avuto nel suo matrimonio. Alla sua morte avvenuta nel 1859, infatti, avvenne la definitiva separazione delle due collezioni d'arte, che da questa successione in poi non tornerà mai più sotto la gestione di un medesimo rappresentante di famiglia: la collezione Rospigliosi fu ereditata quindi dal primogenito Clemente, mentre quella Pallavicini da Francesco, da cui poi si genererà il ramo tuttora esistente che detiene ancora la collezione d'arte e la parte di palazzo del Quirinale di pertinenza della famiglia.
Le due famiglie, da questo momento in poi, vivranno destini separati che non intreccerà più i rispettivi interessi.

### Novecento

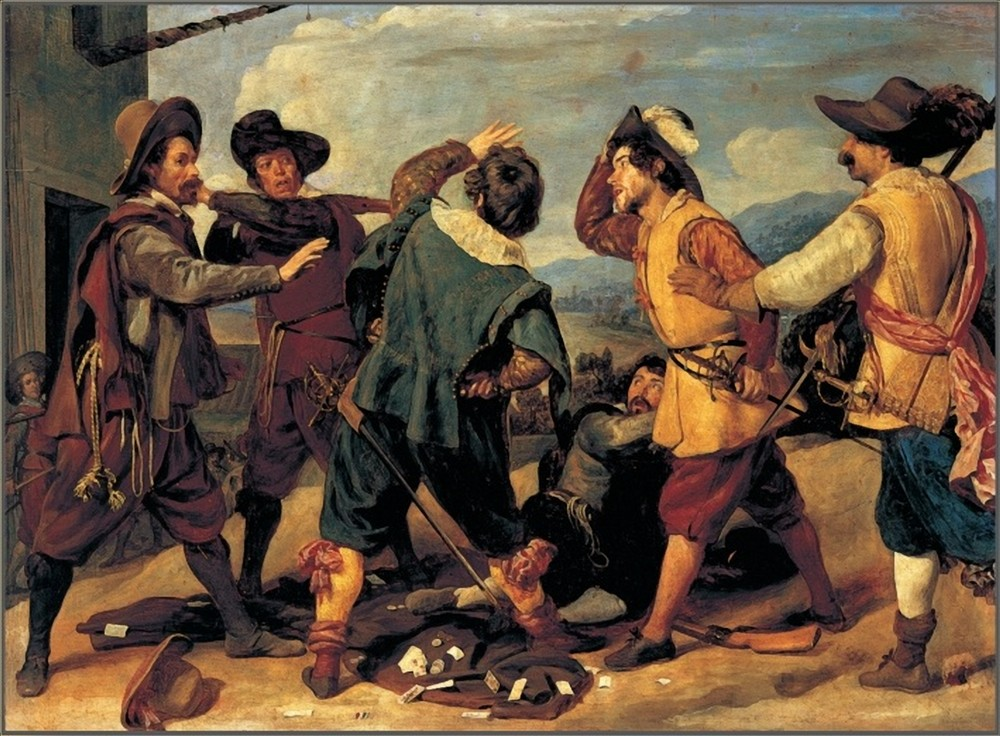
Rissa, Diego Velazquez

La famiglia Rospigliosi, nel corso del Novecento fu interessata da un tracollo finanziario da cui non riusciranno mai più a riprendersi e che porterà alla quasi totale alienazione della loro collezione d'arte (in due grosse battute d'asta del 1931 e 1932) e delle loro proprietà, tra cui anche i locali di loro competenza del palazzo Pallavicini Rospigliosi. La porzione di palazzo destinata alla famiglia Rospigliosi divenne quindi per molti anni la sede della Federconsorzi, che dal 1939 prese in fitto i suddetti locali, fino ad ereditarne i diritti; fallita la federazione dei consorzi agrari nel 1992, i piani del palazzo già di pertinenza Rospigliosi passarono nel 1995 tra le proprietà della Coldiretti, che è divenuta in quell'anno anche la proprietaria della collezione d'arte, composta da oltre cento dipinti collocati al quarto piano dello stabile, non accessibile al pubblico.
La famiglia Pallavicini, di contro, riuscì a conservare intatta le sue ricchezze, quindi la sua collezione d'arte e la sua proprietà nobiliare romana. Nel corso del XX secolo la collezione passò da Francesco al nipote Guglielmo Pierre de Bernis de Courtarvel, nonché, alla morte di questi durante la seconda guerra mondiale (nel 1940), alla moglie di questi, la genovese Elvina Pallavicini del Vascello, poi all'unica figlia Maria Camilla e fino agli attuali eredi.
La collezione Pallavicini rappresenta una delle poche raccolte seicentesche romane rimaste quasi del tutto integre rispetto alla sua costituzione: questa include oggi più di 540 pezzi tra pitture, disegni e sculture, conservati tra il piano nobile del palazzo Pallavicini Rospigliosi di Roma e il casino dell'Aurora, sempre a loro afferente. I dipinti collezionati dal cardinale Lazzaro oggetto dello storico fidecommisso del 1679 costituiscono ancora oggi il copro centrale della collezione romana: un corposo gruppo di tele proviene dalla raccolta del fratello Stefano mentre un altro dagli anni in cui Lazzaro è legato pontificio a Bologna, quindi di autori emiliani quali i Carracci, Sisto Badalocchio, Guido Reni, Francesco Albani. Un altro gruppo di dipinti proviene invece da commesse avanzate direttamente da Maria Camilla Pallavicini, personalità molto attenta all'arte, mentre un altro ancora da opere già in collezione Rospigliosi o che comunque devono ai loro esponenti le acquisizioni, su tutti Giovan Battista e Giuseppe Rospigliosi, grazie ai quali entrarono opere di Pietro da Cortona, Nicolas Poussin, Botticelli, Lorenzo Lotto, Diego Velázquez, Peter Paul Rubens, Domenichino, Luca Signorelli e Guercino.

## Elenco delle opere (non completo)
Segue un elenco (esaustivo ma comunque non completo) delle opere che hanno fatto parte della collezione Pallavicini di famiglia (da non confondere con la coeva collezione di Niccolò Maria Pallavicini). Visto il legame continuativo intercorso tra le famiglie Rospigliosi e quella Pallavicini, vengono opportunamente indicate le opere che, con certezza, provengono dalla collezione Rospigliosi.

### Antichità
- Atena Rospigliosi, palazzo Pallavicini Rospigliosi (casino dell'Aurora), Roma
- Diana Rospigliosi, palazzo Pallavicini Rospigliosi (casino dell'Aurora), Roma
- Scipione Rospigliosi, palazzo Pallavicini Rospigliosi (casino dell'Aurora), Roma

### Disegni e pitture

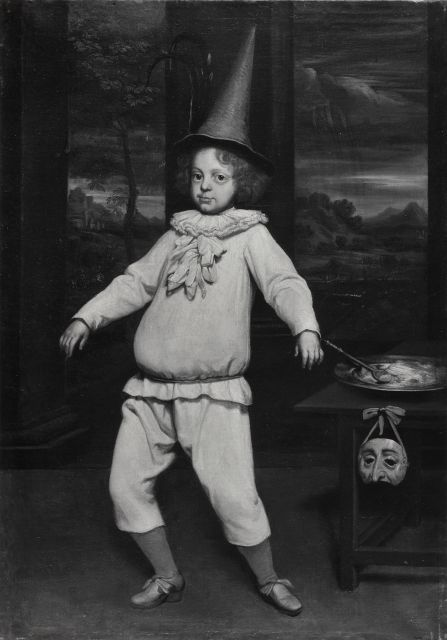
Ritratto di bambino di casa Rospigliosi vestito da Pulcinella (Pietro Banchieri), Anonimo del XVII secolo

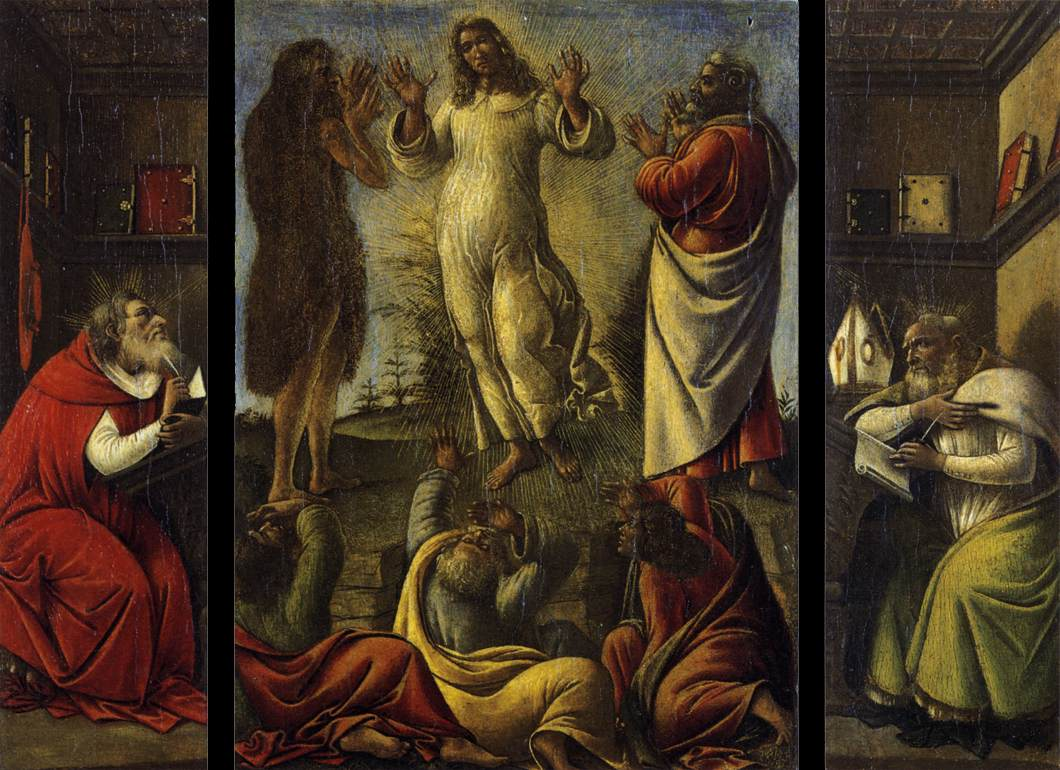
Trasfigurazione di Cristo, san Girolamo e sant'Agostino, Botticelli

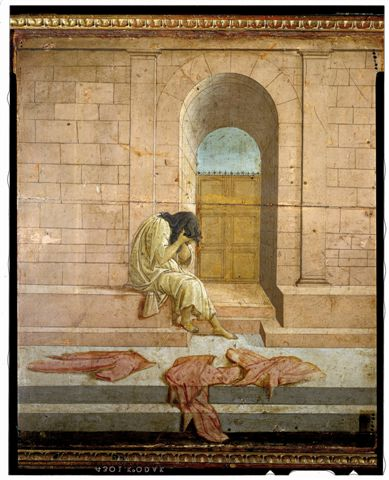
Derelitta, Botticelli

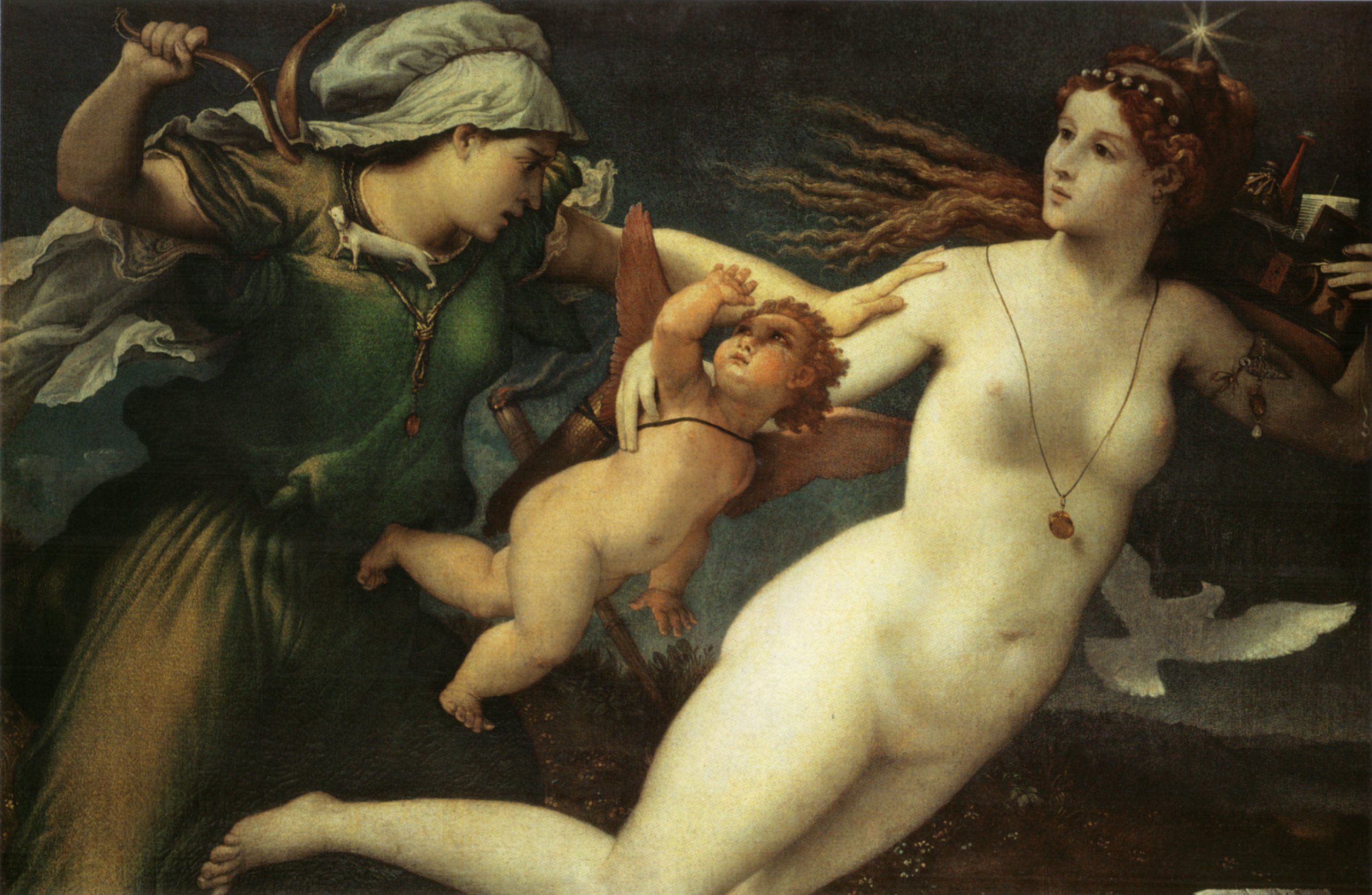
Trionfo della Castità, Lorenzo Lotto

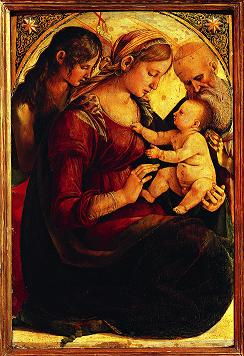
Madonna con Bambino, san Giovannino e san Girolamo, Luca Signorelli

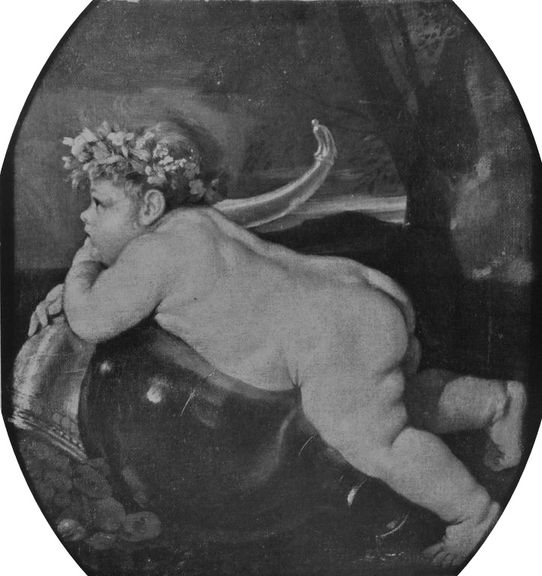
Genio con il corno dell'abbondanza, Nicolas Poussin (copia da)

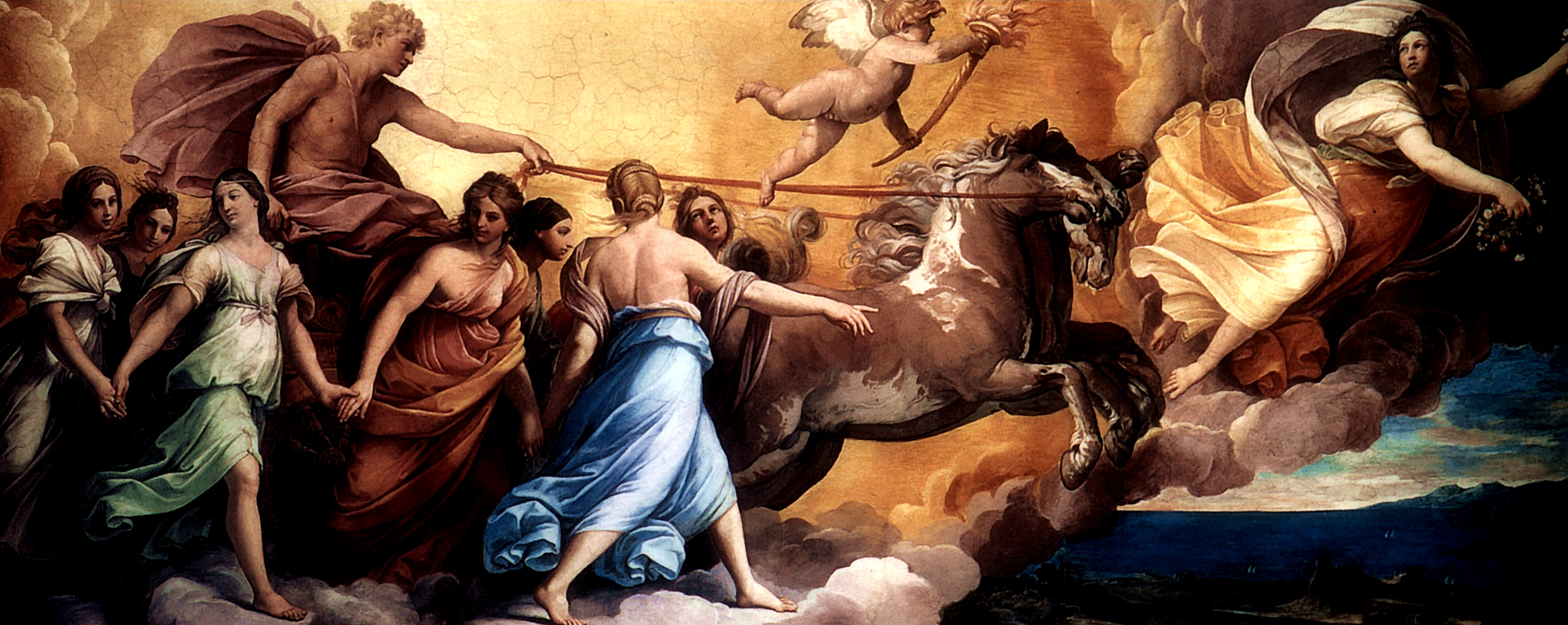
Carro dell'Aurora, Guido Reni

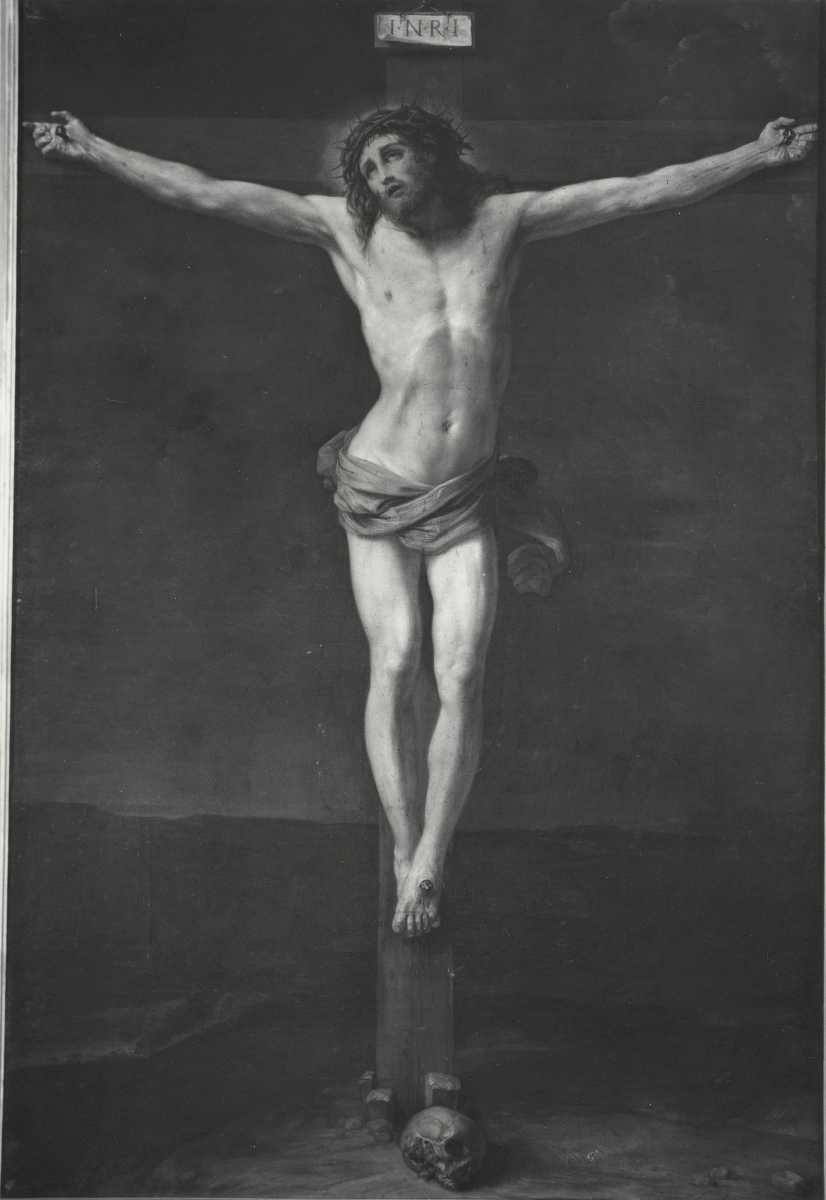
Cristo crocifisso, Guido Reni

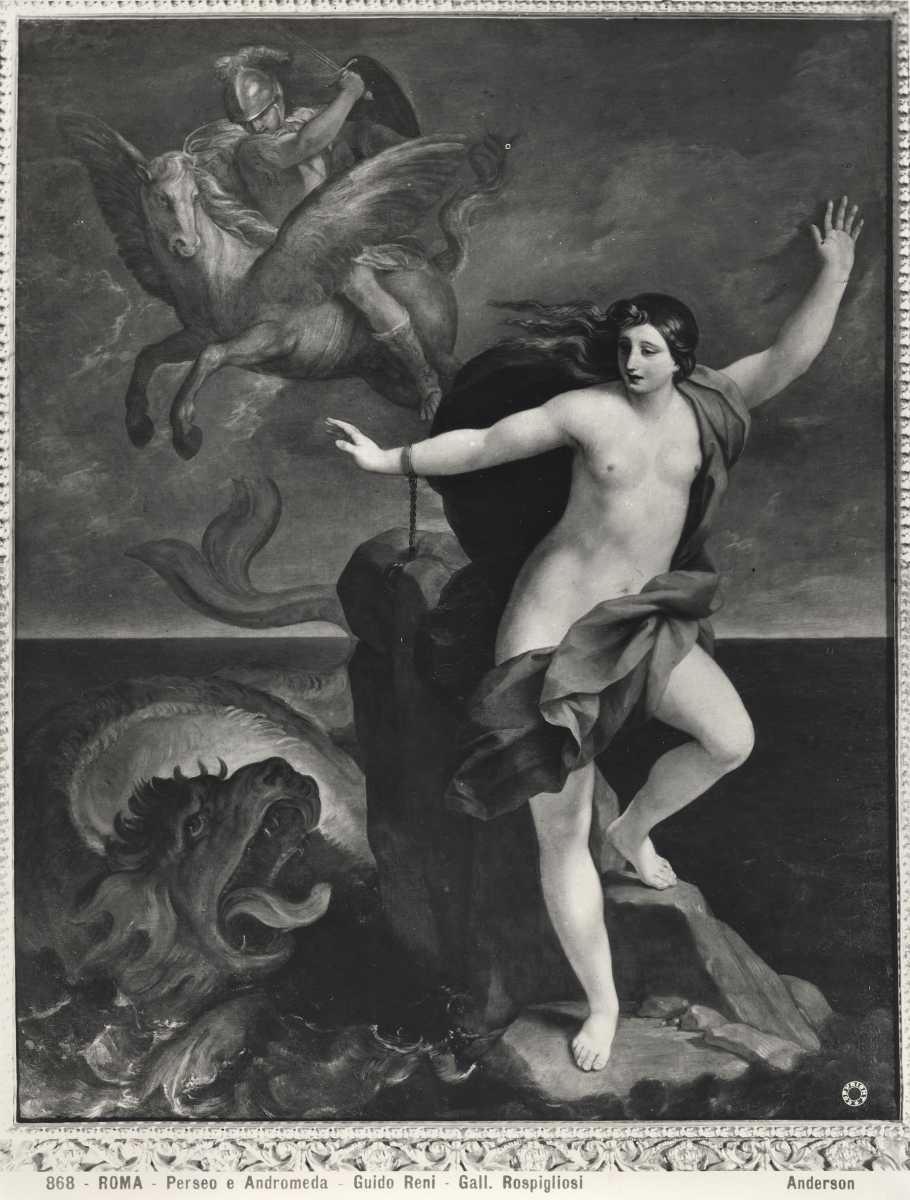
Perseo libera Andromeda, Guido Reni

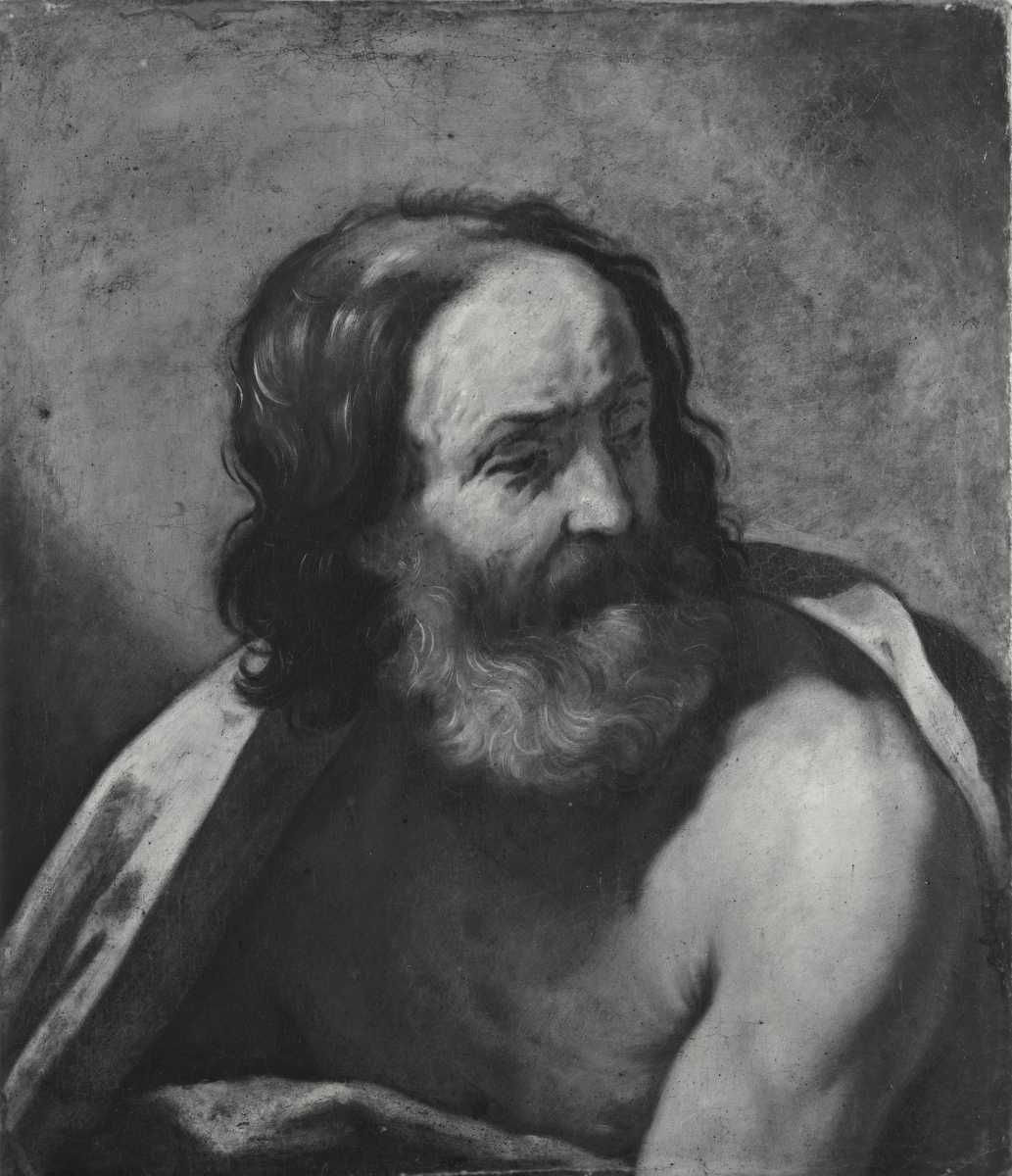
San Marco Evangelista, Guido Reni

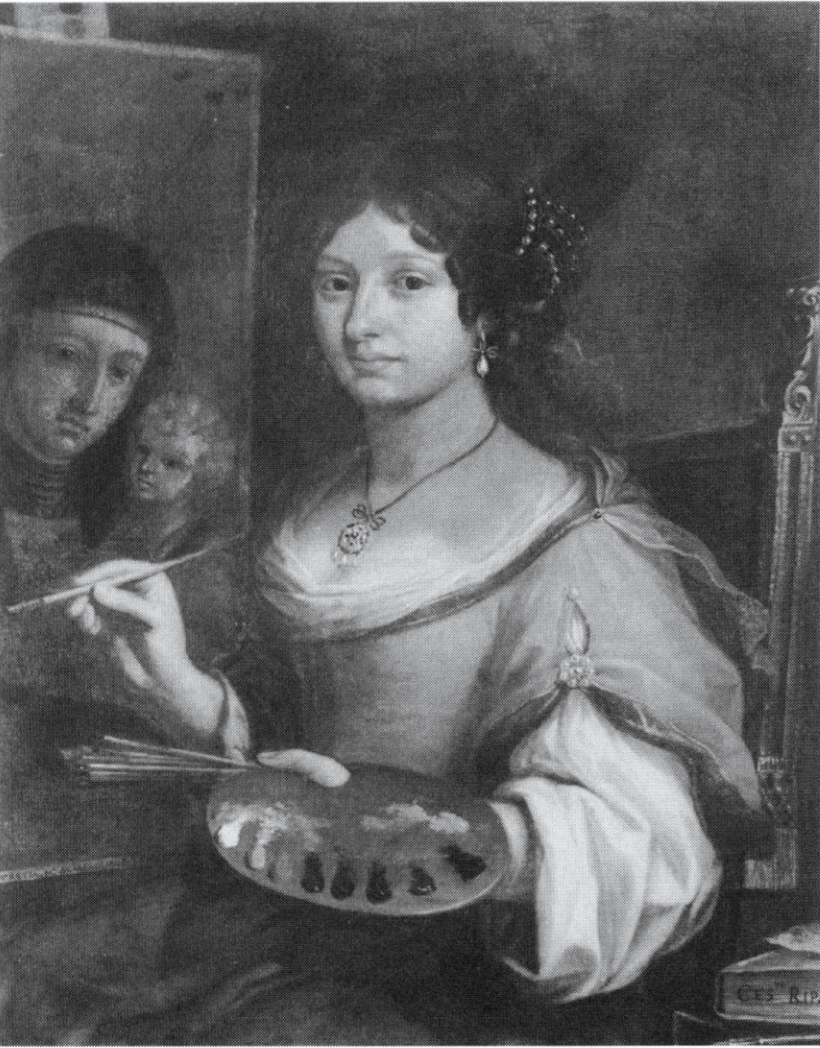
Autoritratto, Lucrezia Scarfaglia

- Francesco Allegrini, Giuditta con la testa di Oloferne, 1610-1620, Galleria Pallavicini, Roma
- Anonimo emiliano, Madonna col Bambino (cosiddetta della Cesta), Galleria Pallavicini, Roma
- Anonimo romano sec. XVII, Ritratto di Pietro Banchieri in veste di Pulcinella, 1667-1669, Galleria Pallavicini, Roma (già in collezione Rospigliosi)
- Anonimo sec. XVIII, Ritratto di Giovan Battista Rospigliosi, Galleria Pallavicini, Roma (già in collezione Rospigliosi)
- Il Baciccio, Ritratto di papa Clemente IX, 1667-1669, Galleria Pallavicini, Roma
- Sisto Badalocchio, Ermafrodito e Salmace, 1605-1620, Galleria Pallavicini, Roma
- Lazzaro Baldi, Incoronazione di Maria Vergine, 1650-1703, Galleria Pallavicini, Roma
- Lazzaro Baldi, Paradiso, 1650-1703, Galleria Pallavicini, Roma
- Federico Barocci, Madonna con Bambino, 1567-1569, Galleria Pallavicini, Roma
- Pompeo Batoni, Visitazione, 1736-1740, Galleria Pallavicini, Roma (già in collezione Rospigliosi)
- Jan Frans van Bloemen, Paesaggio con Belvedere Vaticano e figure, 1741, Galleria Pallavicini, Roma
- Jan Frans van Bloemen, Paesaggio con castello e figure, 1688-1749, Galleria Pallavicini, Roma
- Jan Frans van Bloemen, Paesaggio con figure, 1688-1749, Galleria Pallavicini, Roma (già in collezione Rospigliosi)
- Jan Frans van Bloemen, Paesaggio con fuga in Egitto, 1688-1749, Galleria Pallavicini, Roma
- Jan Frans van Bloemen, Paesaggio con il Colosseo e l'arco di Costantino, 1741, Galleria Pallavicini, Roma (già in collezione Rospigliosi)
- Jan Frans van Bloemen, Paesaggio con il tempio di Vesta a Tivoli, 1688-1749, Galleria Pallavicini, Roma
- Jan Frans van Bloemen, Paesaggio con vaso e monumenti romani, 1688-1749, Galleria Pallavicini, Roma
- Jan Frans van Bloemen, Paesaggio lacustre con figure, Paesaggio rupestre con figure, 1690-1699, Galleria Pallavicini, Roma
- Botticelli, Derelitta, 1480, tempera su tavola, 47×45 cm, Galleria Pallavicini, Roma (già in collezione Rospigliosi)
- Botticelli, Trasfigurazione di Cristo, san Girolamo e sant'Agostino, 1500 ca., tempera su tavola, 28×36 cm, Galleria Pallavicini, Roma (già in collezione Rospigliosi)
- Botticelli, Madonna con Bambino, san Giovannino e angeli, 1490-1499, Galleria Pallavicini, Roma (già in collezione Rospigliosi)
- Giacinto Brandi, Cherubini, 1665-1675, Galleria Pallavicini, Roma
- Giacinto Brandi, Santa Maria Maddalena ai piedi della croce, 1640-1691, Galleria Pallavicini, Roma
- Giacinto Brandi, Santa Maria Maddalena, 1670-1691, Galleria Pallavicini, Roma
- Denijs Calvaert, Santa Cecilia, 1560-1599, Galleria Pallavicini, Roma
- Andrea Camassei, San Luca che dipinge la Madonna, 1620-1649, Galleria Pallavicini, Roma (già in collezione Rospigliosi)
- Andrea Camassei, Adorazione del Bambino, Galleria Pallavicini, Roma(già in collezione Rospigliosi)
- Simone Cantarini, Madonna con Bambino e san Carlo Borromeo, 1630-1648, Galleria Pallavicini, Roma
- Simone Cantarini, Madonna con Bambino e san Francesco d'Assisi, 1630-1648, Galleria Pallavicini, Roma
- Simone Cantarini, Ritratto femminile, 1630-1648, Galleria Pallavicini, Roma
- Simone Cantarini, Sacra Famiglia con sant'Anna, 1630-1648, Galleria Pallavicini, Roma
- Simone Cantarini, San Filippo Neri e due angeli, 1630-1648, Galleria Pallavicini, Roma
- Annibale Carracci, Incoronazione di spine, 1620-1630, Galleria Pallavicini, Roma
- Annibale Carracci, Mangiafagioli, Galleria di Palazzo Colonna, Roma (dapprima confluito per dono nel 1710 nella collezione di Niccolò Maria Pallavicini, poi trasferito nella collezione Colonna dov'è tutt'ora)
- Annibale Carracci, Ritratto femminile, 1585-1590, Galleria Pallavicini, Roma
- Annibale Carracci, San Francesco d'Assisi riceve le stimmate, 1590-1610, Galleria Pallavicini, Roma
- Ludovico Carracci, Cristo ridona la vista al cieco nato, 1603-1604, Galleria Pallavicini, Roma
- Ludovico Carracci, San Pietro, 1610-1615, Galleria Pallavicini, Roma
- Ludovico Carracci o Francesco Brizio, Sansone distrugge il tempio, 1615-1619, Galleria Pallavicini, Roma (già in collezione Ludovisi)
- Michelangelo Cerquozzi, Ercole al bivio, 1640-1660, Galleria Pallavicini, Roma
- Michelangelo Cerquozzi, Erminia e i pastori, 1640-1660, Galleria Pallavicini, Roma
- Michelangelo Cerquozzi, Erminia e i pastori, 1645-1655, Galleria Pallavicini, Roma
- Michelangelo Cerquozzi, Fumatori di tabacco, 1640-1660, Galleria Pallavicini, Roma
- Michelangelo Cerquozzi, Giocatori d'azzardo, 1640-1660, Galleria Pallavicini, Roma
- Michelangelo Cerquozzi, Scena contadinesca con figure, 1640-1660, Galleria Pallavicini, Roma
- Michelangelo Cerquozzi, Sosta presso rudere romano, 1640-1660, Galleria Pallavicini, Roma
- Michelangelo Cerquozzi, Studio del pittore, 1640-1660, Galleria Pallavicini, Roma
- Michelangelo Cerquozzi/Alessandro Salucci, Arco di trionfo, Colosseo e figure, 1650-1660, Galleria Pallavicini, Roma
- Michelangelo Cerquozzi/Alessandro Salucci, Marina con porto, rotonda, edifici e figure, 1650-1660, Galleria Pallavicini, Roma
- Giovan Domenico Cerrini, Ecce Homo, 1665-1670, Galleria Pallavicini, Roma (già in collezione Rospigliosi)
- Viviano Codazzi/Michelangelo Cerquozzi, Distribuzione della minestra ai poveri con rovine, 1625-1660, Galleria Pallavicini, Roma
- Viviano Codazzi/Michelangelo Cerquozzi, Fattoria con rovine e figure al tramonto, 1625-1660, Galleria Pallavicini, Roma
- Viviano Codazzi/Michelangelo Cerquozzi, Ingresso di villa con figure, 1625-1660, Galleria Pallavicini, Roma
- Viviano Codazzi/Michelangelo Cerquozzi, Villa con portico e figure, 1625-1660, Galleria Pallavicini, Roma
- Viviano Codazzi/Perrier François, Ingresso di villa con rovine e figure, 1625-1665, Galleria Pallavicini, Roma
- Sebastiano Conca, Sant'Agostino, 1740, Galleria Pallavicini, Roma
- Sebastiano Conca, Testa di donna (×4), 1719-1764, Galleria Pallavicini, Roma
- Pietro da Cortona, Aurora che rapisce Cefalo, disegno, Galleria Pallavicini, Roma
- Pietro da Cortona, Guerriero che trafigge un barbaro, disegno, Galleria Pallavicini, Roma
- Pietro da Cortona, Riposo durante la fuga in Egitto con allegoria della Passione, 1630-1640, olio su tela, Galleria Pallavicini, Roma
- Jacques Courtois, Combattimento tra cavalieri (×3), 1650-1690, Galleria Pallavicini, Roma
- Jacques Courtois, Scena di battaglia, 1670-1676, Galleria Pallavicini, Roma
- Domenichino, Peccato originale, 1621-1623, Galleria Pallavicini, Roma (già in collezione Ludovisi)
- Baldassarre Franceschini, David con la testa di Golia, 1630-1690, Galleria Pallavicini, Roma
- Marcantonio Franceschini, Santa Maria Maddalena penitente, 1670-1729, Galleria Pallavicini, Roma
- Filippo Gagliardi/Giovanni Benedetto Castiglione, Circe trasforma in animali i compagni di Ulisse, 1630-1659, Galleria Pallavicini, Roma
- Filippo Gagliardi/Giovanni Benedetto Castiglione, Corteo di Sileno, 1630-1659, Galleria Pallavicini, Roma
- Filippo Gagliardi/Giovanni Benedetto Castiglione, Sacrificio a Pan, 1630-1659, Galleria Pallavicini, Roma
- Filippo Gagliardi/Giovanni Benedetto Castiglione, Tempio di Pan, 1630-1659, Galleria Pallavicini, Roma
- Giacinto Gimignani, Allegoria della Speranza, Galleria Pallavicini, Roma (già in collezione Rospigliosi)
- Giacinto Gimignani, Allegoria del dominio mediceo su Pistoia, Galleria Pallavicini, Roma (già in collezione Rospigliosi)
- Giacinto Gimignani, Armida tenta di uccidere Rinaldo, 1635-1640, Galleria Pallavicini, Roma
- Giacinto Gimignani, Gloria di san Clemente, 1630-1681, Galleria Pallavicini, Roma (già in collezione Rospigliosi)
- Giacinto Gimignani, Riposo nella fuga in Egitto, 1680-1681, Galleria Pallavicini, Roma
- Giacinto Gimignani, Venere allatta Cupido, 1640-1650, Galleria Pallavicini, Roma
- Ludovico Gimignani, Maddalena in meditazione, disegno, 26,7×18,5 cm, Galleria Pallavicini, Roma (già in collezione Rospigliosi)
- Ludovico Gimignani, Miracolo di santa Maria Maddalena de' Pazzi, 1660-1690, Galleria Pallavicini, Roma (già in collezione Rospigliosi)
- Ludovico Gimignani, Pietà, 1660-1697, Galleria Pallavicini, Roma (copia del dipinto di Annibale Carracci al Museo di Capodimonte a Napoli)
- Ludovico Gimignani, Putti (×2), 1660-1697, Galleria Pallavicini, Roma
- Ludovico Gimignani, Ragazzo con cane da caccia, 1660-1697, Galleria Pallavicini, Roma
- Ludovico Gimignani, Riposo nella fuga in Egitto, 1660-1697, Galleria Pallavicini, Roma
- Ludovico Gimignani, San Pietro d'Alcantara, 1667-1690, Galleria Pallavicini, Roma (già in collezione Rospigliosi)
- Ludovico Gimignani, Scena allegorica, 1663-1697, Galleria Pallavicini, Roma
- Luca Giordano, Comunione degli apostoli, 1659-1660, Galleria Pallavicini, Roma
- Luca Giordano, Conversione di San Paolo, 1680-1685, Galleria Pallavicini, Roma (già in collezione Rospigliosi)
- Luca Giordano, Cristo e l'adultera, 1650-1750, Galleria Pallavicini, Roma
- Luca Giordano, Giudizio di Paride, 1684-1686, Galleria Pallavicini, Roma
- Luca Giordano, Giuliano l'Apostata, 1685-1686, Galleria Pallavicini, Roma (già in collezione Rospigliosi)
- Luca Giordano, Morte di Lucrezia, 1684-1686, Galleria Pallavicini, Roma
- Antiveduto Gramatica, Giaele, 1620-1626, Galleria Pallavicini, Roma
- Guercino, Madonna con Bambino e san Giovannino, 1620-1670, Galleria Pallavicini, Roma
- Giovanni Francesco Guerrieri, Allegoria della Virilità che vince l'Inganno, la Bugia, la Maldicenza e l'Invidia, 1611-1657, Galleria Pallavicini, Roma
- Joseph Heintz il Giovane, Veduta di Venezia con il Molo dal bacino di S. Marco, 1623-1644, Galleria Pallavicini, Roma
- Joseph Heintz il Giovane, Veduta di Venezia con regata sul Canal Grande, 1623-1644, Galleria Pallavicini, Roma
- Jan van Kessel il Vecchio, Natura morta con anfora di fiori, ortaggi e frutta, Natura morta con piatto di frutta, tazza di fragole, zucca e uccelli, 1650-1670, Galleria Pallavicini, Roma
- Jan van Kessel il Vecchio, Natura morta con cesto di funghi, frutta e porcellino d'India, 1650-1670, Galleria Pallavicini, Roma
- Jan van Kessel il Vecchio, Natura morta con ortaggi, frutta e selvaggina, Natura morta con pesci, ortaggi, cane e gatto, 1650-1670, Galleria Pallavicini, Roma
- Pieter van Laer, Autoritratto, 1625-1630, Galleria Pallavicini, Roma
- Filippino Lippi, Mardocheo piange di fronte all'ingresso del palazzo reale, 1475-1480, Galleria Pallavicini, Roma
- David Loreti, Ritratto di Giuseppe Rospigliosi, 1710-1760, Galleria Pallavicini, Roma (già in collezione Rospigliosi)
- David Loreti, Ritratto di Luigi Rospigliosi Pallavicini, 1710-1760, Galleria Pallavicini, Roma (già in collezione Rospigliosi)
- David Loreti, Ritratto di principessa Rospigliosi Pallavicini, 1710-1760, Galleria Pallavicini, Roma
- Claude Lorrain, Paesaggio da villa Madama (II versione), 1637, Galleria Pallavicini, Roma (già in collezione Rospigliosi)
- Claude Lorrain, Paesaggio con Mercurio e Aglauro, Galleria Pallavicini, Roma (già in collezione Rospigliosi)
- Claude Lorrain, Paesaggio con Mercurio e Aglauro, disegno, Galleria Pallavicini, Roma (già in collezione Rospigliosi)
- Claude Lorrain, Paesaggio costiero con Mercurio e Aglauro, disegno, Galleria Pallavicini, Roma (già in collezione Rospigliosi)
- Claude Lorrain, Le stagioni danzano al suono del Tempo, disegno, Galleria Pallavicini, Roma (già in collezione Rospigliosi)
- Claude Lorrain, Le Eliadi piangono sulla tomba di Fetonte, disegno, Galleria Pallavicini, Roma (già in collezione Rospigliosi)
- Claude Lorrain, Tempio di Venere, Galleria Pallavicini, Roma (già in collezione Rospigliosi)
- Lorenzo Lotto, Trionfo della Castità, 1530 ca., olio su tela, 73×114 cm, Galleria Pallavicini, Roma (già in collezione Rospigliosi)
- Bartolomeo Manfredi, San Giovanni Evangelista, 1615, Galleria Pallavicini, Roma (replica del dipinto ai Musei capitolini di Roma)
- Carlo Maratta, Madonna della Neve, 1660-1725, Galleria Pallavicini, Roma (già in collezione Rospigliosi)
- Carlo Maratta, Ritratto del cardinale Giacomo Rospigliosi, 1668, Galleria Pallavicini, Roma
- Carlo Maratta, Ritratto del cardinale Giacomo Rospigliosi, 1668, Galleria Pallavicini, Roma
- Carlo Maratta/Tamm Franz Werner von, Ghirlanda di fiori con amorini, 1694, Galleria Pallavicini, Roma
- Paolo De Matteis, Abramo e i tre angeli, 1680-1728, Galleria Pallavicini, Roma
- Paolo De Matteis, Lot e le figlie, 1680-1728, Galleria Pallavicini, Roma
- Jan Miel, Cortile di osteria, 1620-1663, Galleria Pallavicini, Roma
- Jan Miel, Giacobbe e la sua famiglia si recano in Egitto (?), 1655-1663, Galleria Pallavicini, Roma
- Jan Miel, Ritratto di papa Urbano VIII, 1641-1643, Galleria Pallavicini, Roma
- Pier Francesco Mola, Estasi di santa Maria Maddalena, 1630-1648, Galleria Pallavicini, Roma
- Pier Francesco Mola, Ritratto di vecchia, 1660-1666, Galleria Pallavicini, Roma
- Pier Francesco Mola, San Giovanni Battista, 1660-1666, Galleria Pallavicini, Roma
- Giovanni Maria Morandi, Riposo nella fuga in Egitto, 1665-1673, Galleria Pallavicini, Roma
- Girolamo Muziano, San Pietro Martire, Galleria Pallavicini, Roma (già in collezione Rospigliosi)
- Pietro Navarra, Natura morta con cacciagione, 1690-1714, Galleria Pallavicini, Roma (già in collezione Rospigliosi)
- Jacopo Palma il Giovane, Cristo morto sorretto da due angeli, 1570-1628, Galleria Pallavicini, Roma
- Jacopo Palma il Giovane, Peccato originale, 1600-1628, Galleria Pallavicini, Roma
- Pietro Nelli, Ritratto di Nicolò Maria Rospigliosi Pallavicini, Galleria Pallavicini, Roma (già in collezione Rospigliosi)
- Niccolò dell'Abate, Paesaggio con san Girolamo, 1540-1552, Galleria Pallavicini, Roma
- L'Ortolano, Sacra Famiglia, 1510-1520, Galleria Pallavicini, Roma (già in collezione Rospigliosi)
- Parmigianino, San Giovannino, Galleria Pallavicini, Roma (già in collezione Rospigliosi)
- Pietro di Giovanni, Morte di san Francesco d'Assisi, 1420-1425, Galleria Pallavicini, Roma
- Nicolas Poussin (copia da), Genio con il corno dell'abbondanza, Galleria Pallavicini, Roma
- Nicolas Poussin (copia da), Autoritratto, Galleria Pallavicini, Roma
- Mattia Preti, Morte di Sofonisba, Galleria Pallavicini, Roma
- Mattia Preti, Ratto di Europa, 1630-1699, Galleria Pallavicini, Roma
- Mattia Preti, Ratto di Ganimede, 1630-1699, Galleria Pallavicini, Roma
- Mattia Preti, Ratto di Proserpina, 1630-1699, Galleria Pallavicini, Roma
- Christian Reder, Battaglia (×2), Galleria Pallavicini, Roma (entrambe già in collezione Rospigliosi)
- Guido Reni, Carro dell'Aurora, 1622, affresco, Galleria Pallavicini, Roma
- Guido Reni, Cristo crocifisso, 1638-1640, Galleria Pallavicini, Roma
- Guido Reni, David, 1620-1699, Galleria Pallavicini, Roma
- Guido Reni, Perseo libera Andromeda, 1630-1639, Galleria Pallavicini, Roma
- Guido Reni, San Marco Evangelista, 1600-1699, Galleria Pallavicini, Roma (replica del dipinto al palazzo Rosso di Genova)
- Giovanni Francesco Romanelli, Cleopatra, 1630-1662, Galleria Pallavicini, Roma
- Giovanni Francesco Romanelli, Musa, 1630-1662, Galleria Pallavicini, Roma
- Giovanni Francesco Romanelli, Pie donne al sepolcro, 1645-1650, Galleria Pallavicini, Roma
- Giovanni Francesco Romanelli, Polifemo e Galatea, 1630-1635, Galleria Pallavicini, Roma
- Cristoforo Roncalli, San Giovanni Battista nel deserto, 1605-1610, Galleria Pallavicini, Roma
- Peter Paul Rubens, San Paolo, 1613-20, Galleria Pallavicini, Roma
- Peter Paul Rubens, San Mattia, 1613-20, Galleria Pallavicini, Roma
- Peter Paul Rubens, San Pietro, 1613-20, Galleria Pallavicini, Roma
- Peter Paul Rubens, Cristo, 1613-20, Galleria Pallavicini, Roma
- Peter Paul Rubens, San Simone, 1613-20, Galleria Pallavicini, Roma
- Peter Paul Rubens, San Filippo, 1613-20, Galleria Pallavicini, Roma
- Peter Paul Rubens, San Tommaso, 1613-20, Galleria Pallavicini, Roma
- Peter Paul Rubens, San Giacomo Maggiore, 1613-20, Galleria Pallavicini, Roma
- Peter Paul Rubens, San Giacomo Minore, 1613-20, Galleria Pallavicini, Roma
- Peter Paul Rubens, San Bartolomeo, 1613-20, Galleria Pallavicini, Roma
- Peter Paul Rubens, Sant'Andrea, 1613-20, Galleria Pallavicini, Roma
- Peter Paul Rubens, San Matteo, 1613-20, Galleria Pallavicini, Roma
- Peter Paul Rubens, San Giovanni Evangelista, 1613-20, Galleria Pallavicini, Roma
- Andrea Sacchi, Apostolo, 1635-1640, Galleria Pallavicini, Roma
- Carlo Saraceni, Madonna con Bambino, sant'Anna e un angelo, 1610-1650, Galleria Pallavicini, Roma
- Ippolito Scarsella, Assunzione di Enoch, 1570-1620, Galleria Pallavicini, Roma
- Ippolito Scarsella, Giuseppe venduto dai fratelli, 1570-1620, Galleria Pallavicini, Roma
- Bartolomeo Schedoni, Putti abbracciati, 1595-1605, Galleria Pallavicini, Roma
- Bartolomeo Schedoni, Sacra Famiglia con san Giovannino, 1600-1649, Galleria Pallavicini, Roma
- Bartolomeo Schedoni, San Giovanni Battista predica nel deserto, 1595-1605, Galleria Pallavicini, Roma
- Johann Heinrich Schönfeld, Marina con bagnanti, 1630-1682, Galleria Pallavicini, Roma
- Johann Heinrich Schönfeld, Tempio di Diana, 1630-1682, Galleria Pallavicini, Roma
- Luca Signorelli, Madonna con Bambino, san Giovannino e san Girolamo (?), 1480-1490, Galleria Pallavicini, Roma
- Francesco Solimena, Sant'Ignazio di Loyola, 1725-1730, Galleria Pallavicini, Roma
- Pierre Subleyras, Guarigione del paralitico, 1728-1749, Galleria Pallavicini, Roma
- Giusto Suttermans, Ritratto di Ferdinando II de' Medici, 1650-1655, Galleria Pallavicini, Roma
- Franz Werner Tamm, Natura morta con fiori, frutta e pavone, 1685-1699, Galleria Pallavicini, Roma (già in collezione Rospigliosi)
- Franz Werner Tamm, Natura morta con fiori, funghi e selvaggina, 1685-1699, Galleria Pallavicini, Roma
- Agostino Tassi, Paesaggio marino, 1615-1630, Galleria Pallavicini, Roma
- Agostino Tassi, Palazzi in riva al mare, 1600-1644, Galleria Pallavicini, Roma
- Antonio Tempesta, Caccia al cervo, 1580-1630, Galleria Pallavicini, Roma
- Antonio Tempesta, Scena di battaglia, 1595-1605, Galleria Pallavicini, Roma
- Antonio Tempesta, Scena di caccia al leone, 1600-1649, Galleria Pallavicini, Roma
- David Teniers il Giovane, Natura morta con interno di cucina, 1650-1660, Galleria Pallavicini, Roma (già in collezione Rospigliosi)
- David Teniers il Giovane, Caccia all'anatra in un paesaggio, 1660-1685, Galleria Pallavicini, Roma
- David Teniers il Giovane, Natura morta con selvaggina, strumenti per la caccia e falco in un paesaggio, 1660-1685, Galleria Pallavicini, Roma
- Alessandro Tiarini, Sansone e Dalila, 1640-1650, Galleria Pallavicini, Roma
- Tintoretto, Ritratto del procuratore Priamo Lechi, 1580-1594, Galleria Pallavicini, Roma
- Benvenuto Tisi, San Giacomo Maggiore, 1520-1530, Galleria Pallavicini, Roma
- Francesco Trevisani, Cristo deposto sorretto da angeli, 1715-1724, Galleria Pallavicini, Roma
- Alessandro Turchi, San Giacomo Maggiore, 1640-1649, Galleria Pallavicini, Roma
- Diego Velazquez, Rissa, 1630 ca., olio su tela, 28,9×39,6 cm, Galleria Pallavicini, Roma (già in collezione Rospigliosi)
- Jacob Ferdinand Voet, Ritratto di Giovan Battista Rospigliosi Pallavicini, 1660-1689, Galleria Pallavicini, Roma
- Jacob Ferdinand Voet, Ritratto di gentiluomo, 1660-1689, Galleria Pallavicini, Roma
- Jacob Ferdinand Voet, Ritratto di Lorenzo Onofrio Colonna, 1660-1689, Galleria Pallavicini, Roma
- Jacob Ferdinand Voet, Ritratto di Tommaso Rospigliosi, castellano di Castel Sant'Angelo, 1660-1689, Galleria Pallavicini, Roma
- Jacob Ferdinand Voet, Ritratto di Vincenzo Bali di Malta, Galleria Pallavicini, Roma
- Karel van Vogelaer, Natura morta con fiori e frammenti architettonici, 1675-1695, Galleria Pallavicini, Roma (già in collezione Rospigliosi)
- Karel van Vogelaer, Natura morta con vaso di fiori, 1675-1695, Galleria Pallavicini, Roma (già in collezione Rospigliosi)
- Gaspar van Wittel, Paesaggio con borgo e figure, Paesaggio con castello, 1715-1720, Galleria Pallavicini, Roma
- Gaspar van Wittel, Paesaggio marino, Paesaggio marino con castello, 1712, Galleria Pallavicini, Roma
- Gaspar van Wittel, Veduta di Roma con il Campo Vaccino dal portico del convento dell'Aracoeli, 1682-1703, Galleria Pallavicini, Roma
- Gaspar van Wittel, Veduta di Roma con il Colosseo e l'arco di Costantino, Paesaggio con pastori, 1715-1720, Galleria Pallavicini, Roma
- Gaspar van Wittel, Veduta di Roma con il Colosseo, 1680-1736, Galleria Pallavicini, Roma
- Gaspar van Wittel, Veduta di Roma con il ponte Rotto, 1685, Galleria Pallavicini, Roma
- Gaspar van Wittel, Veduta di Roma con il tempio di Saturno e la chiesa dei SS. Luca e Martina, 1685-1690, Galleria Pallavicini, Roma
- Gaspar van Wittel, Veduta di Roma con il Tevere al porto di Ripa Grande, 1685, Galleria Pallavicini, Roma

## Albero genealogico degli eredi della collezione
Segue un sommario albero genealogico degli eredi della collezione Pallavicini, dove sono evidenziati in grassetto gli esponenti della famiglia che hanno ereditato, custodito, o che comunque sono risultati influenti nelle dinamiche inerenti alla collezione d'arte. Per semplicità, il cognome Pallavicini viene abbreviato a "P.".
| | | | | | | | | | |
| | | | | | | Niccolò P. (sposato con Maria Lomellini)                                                                                                   | | | |
| | | | | | | | | | |
| | | | | | | | | | |
| | | | | Lazzaro P. (1602/3-1680) (fu l'iniziatore della collezione P.; istituì il fidecommisso che vincolava la sua raccolta alla secondogenitura maschile tra la nipote Maria Camilla P. e Giovanni Battista Rospigliosi) | Lazzaro P. (1602/3-1680) (fu l'iniziatore della collezione P.; istituì il fidecommisso che vincolava la sua raccolta alla secondogenitura maschile tra la nipote Maria Camilla P. e Giovanni Battista Rospigliosi)                                                          | Giovanni Stefano P. (...-...) | Giovanni Stefano P. (...-...) | ...e altri 21 fratelli/sorelle | ...e altri 21 fratelli/sorelle |
| | | | | | | | | | |
| | | | | | | | | | |
| | | | | | | Maria Camilla P. (...-...) (sposata con Giovanni Battista Rospigliosi, da cui si darà vita all'intreccio ereditario Rospigliosi P.)        | Maria Camilla P. (...-...) (sposata con Giovanni Battista Rospigliosi, da cui si darà vita all'intreccio ereditario Rospigliosi P.)        | Tra i tanti fratelli vi fu Giovanni Antonio P., che ebbe a sua volta quattro figli di cui uno illegittimo, Niccolò Maria P., che fu titolare di una delle più importanti collezioni artistiche di Roma, la quale non confluì tra i beni di famiglia P. poiché alla sua morte questa fu smembrata tra varie collezioni europee. | Tra i tanti fratelli vi fu Giovanni Antonio P., che ebbe a sua volta quattro figli di cui uno illegittimo, Niccolò Maria P., che fu titolare di una delle più importanti collezioni artistiche di Roma, la quale non confluì tra i beni di famiglia P. poiché alla sua morte questa fu smembrata tra varie collezioni europee. |
| | | | | | | | | | |
| | | | | | | | | | |
| | | | | Clemente Domenico Rospigliosi (1674-1752) (primogenito maschio, fu l'erede dei titoli Rospigliosi) | Clemente Domenico Rospigliosi (1674-1752) (primogenito maschio, fu l'erede dei titoli Rospigliosi) | Niccolò Maria Rospigliosi P. (1677-1759) (secondogenito maschio, fu l'erede dei titoli P.)                                                 | Niccolò Maria Rospigliosi P. (1677-1759) (secondogenito maschio, fu l'erede dei titoli P.)                                                 | Eleonora R. (1682-1734) | Eleonora R. (1682-1734) |
| | | | | | | | | | |
| | | | | | | | | | |
| | | Camillo Rospigliosi (1714-1763) (ereditò la collezione Rospigliosi, che poi, in quanto senza prole, passerà al fratello minore e alla sua primogenitura) | Camillo Rospigliosi (1714-1763) (ereditò la collezione Rospigliosi, che poi, in quanto senza prole, passerà al fratello minore e alla sua primogenitura) | Giovan Battista Rospigliosi P. (1726-1784) (senza eredi lo zio Nicolò Rospigliosi P., continuò la sua discendenza lui in quanto secondogenito maschio. Alla morte del fratello maggiore, prelevò anche la collezione Rospigliosi, riunendo per breve tempo le due raccolte) | Giovan Battista Rospigliosi P. (1726-1784) (senza eredi lo zio Nicolò Rospigliosi P., continuò la sua discendenza lui in quanto secondogenito maschio. Alla morte del fratello maggiore, prelevò anche la collezione Rospigliosi, riunendo per breve tempo le due raccolte) | ...e altre 3 sorelle | ...e altre 3 sorelle | | |
| | | | | | | | | | |
| | | | | | | | | | |
| | | | Giuseppe Rospigliosi (1755-1833) (a partire dal 1798 avviò assieme al fratello la vendita di alcuni pezzi della collezione Rospigliosi P.) | Giuseppe Rospigliosi (1755-1833) (a partire dal 1798 avviò assieme al fratello la vendita di alcuni pezzi della collezione Rospigliosi P.) | | Luigi Rospigliosi P. (1756-1835) (a partire dal 1798 avviò assieme al fratello la vendita di alcuni pezzi della collezione Rospigliosi P.) | Luigi Rospigliosi P. (1756-1835) (a partire dal 1798 avviò assieme al fratello la vendita di alcuni pezzi della collezione Rospigliosi P.) | | |
| | | | | | | | | | |
| | | | | | | | | | |
| | | | Giulio Cesare Rospigliosi (1781-1859) (erede sia della collezione Rospigliosi che P., in quanto premorti i due cugini eredi del ramo, riunì per l'ultima volta le due collezioni in un'unica; era sposato con Margherita Gioeni Colonna, da cui acquisì in dote un terzo delle opere non vincolate della collezione Colonna appartenente al padre Filippo III, tra cui la "Rissa" di Diego Velazquez) | Giulio Cesare Rospigliosi (1781-1859) (erede sia della collezione Rospigliosi che P., in quanto premorti i due cugini eredi del ramo, riunì per l'ultima volta le due collezioni in un'unica; era sposato con Margherita Gioeni Colonna, da cui acquisì in dote un terzo delle opere non vincolate della collezione Colonna appartenente al padre Filippo III, tra cui la "Rissa" di Diego Velazquez) | Benedetto Rospigliosi P. (1783-1811) (prematuramente morto al padre) | Benedetto Rospigliosi P. (1783-1811) (prematuramente morto al padre)                                                                       | Filippo Rospigliosi P. (1787-1832) (prematuramente morto al padre)                                                                         | Filippo Rospigliosi P. (1787-1832) (prematuramente morto al padre) | |
| | | | | | | | | | |
| | | | | | | | | | |
| | Clemente Rospigliosi (1825-1899) | Clemente Rospigliosi (1825-1899) | | | | Francesco Rospigliosi P. (1828-1881) (sposato con Maria Carolina Boncompagni Ludovisi)                                                     | Francesco Rospigliosi P. (1828-1881) (sposato con Maria Carolina Boncompagni Ludovisi)                                                     | | |
| | | | | | | | | | |
| | | | | | | | | | |
| Camillo Rospigliosi (1840-1915) | Camillo Rospigliosi (1840-1915) | Giuseppe R. (1848-1913) | Giuseppe R. (1848-1913) | Margherita Rospigliosi P. (sposata con Mario Misciatelli) | Margherita Rospigliosi P. (sposata con Mario Misciatelli) | Giulio Cesare Rospigliosi P. (1871-1941)                                                                                                   | Giulio Cesare Rospigliosi P. (1871-1941)                                                                                                   | ...e altre 4 fratelli/sorelle | ...e altre 4 fratelli/sorelle |
| | | | | | | | | | |
| | | | | | | | | | |
| Ludovico Rospigliosi (1881-1917) | Ludovico Rospigliosi (1881-1917) | | | Maria Carolina Misciatelli (sposata con Pierre de Bernis de Courtavel) | Maria Carolina Misciatelli (sposata con Pierre de Bernis de Courtavel) | | | | |
| | | | | | | | | | |
| | | | | | | | | | |
| Gerolamo Rospigliosi (tra il 1931 e il 1932 mise all'asta gran parte della collezione Rospigliosi, nonché il pianterreno e l'ultimo piano del palazzo P. Rospigliosi; fu l'ultimo esponente di famiglia a possedere la collezione) | Gerolamo Rospigliosi (tra il 1931 e il 1932 mise all'asta gran parte della collezione Rospigliosi, nonché il pianterreno e l'ultimo piano del palazzo P. Rospigliosi; fu l'ultimo esponente di famiglia a possedere la collezione) | | | Guglielmo Pierre de Bernis de Courtavel P. (sposato con Elvina Medici del Vascello, che poi acquisirà i titoli P.) | Guglielmo Pierre de Bernis de Courtavel P. (sposato con Elvina Medici del Vascello, che poi acquisirà i titoli P.) | | | | |
| | | | | | | | | | |
| | | | | | | | | | |
| Federazione Nazionale Consorzi Agrari (acquisisce nel 1939 i diritti sui quadri Rospigliosi superstiti nel palazzo e prende in fitto i locali dello stesso)                                                                        | Federazione Nazionale Consorzi Agrari (acquisisce nel 1939 i diritti sui quadri Rospigliosi superstiti nel palazzo e prende in fitto i locali dello stesso)                                                                        | | | Maria Camilla R. Pallavicini (1940-...) (sposata con Armando Diaz della Vittoria, avranno due figli, Sigieri e Moroello, proprietari della collezione P. attualmente ancora esistente nella porzione del palazzo di loro pertinenza, di cui rimangono titolari) | Maria Camilla R. Pallavicini (1940-...) (sposata con Armando Diaz della Vittoria, avranno due figli, Sigieri e Moroello, proprietari della collezione P. attualmente ancora esistente nella porzione del palazzo di loro pertinenza, di cui rimangono titolari)             | | | | |
| | | | | | | | | | |
| | | | | | | | | | |
| Coldiretti (acquista nel 1995 i due piani già dei Rospigliosi del palazzo e la collezione attualmente esistente) | | | | | | | | | |